# سراييفو
سراييفو (/ˌsærəˈjeɪvoʊ/،SARR-ə-YAY-voh) هي عاصمة البوسنة والهرسك وأكبر مدنها يبلغ عدد سكانها والبلديات القريبة، 555,210 نسمة. أما منطقة العاصمة سراييفو، التي تضم كانتون سراييفو وإستوشنو سراييفو والبلديات المحيطة بها، فيعيش فيها 555,210 نسمة. وهي كذلك عاصمة كيان اتحاد البوسنة والهرسك وعاصمة جمهورية صربسكا وكانتون سراييفو. تقع المدينة في وادي سراييفو الكبير في البوسنة وتحيط بها جبال الألب الدينارية وتقع المدينة على طول نهر ميلياتسكا في قلب جنوب شرق أوروبا والبلقان.
سراييفو هي المركز السياسي والاجتماعي والثقافي للبوسنة والهرسك وهي مركز ثقافي بارز في البلقان، فهي مركز للترفيه ووسائل الإعلام والأزياء والفنون. تشتهر المدينة تشتهر بتنوعها الثقافي والديني التقليدي ففيها مسلمون وأرثوذكس ويهود وكاثوليك تعايشوا هناك لقرون. وتلقب سراييفو في بعض الأحيان «قدس أوروبا» أو «قدس البلقان» نظرا لتاريخها الطويل والغني من التنوع الديني والثقافي. وهي واحدة من المدن الأوروبية الكبرى القلائل التي بها مسجد وكنيسة كاثوليكية وكنيسة أرثوذكسية وكنيس يهودي في نفس الحي. المدينة هي أيضا مركز أول مؤسسة للتعليم العالي في جمهورية يوغوسلافيا الاشتراكية الاتحادية وهي كلية العلوم التطبيقية الإسلامية التي هي اليوم جزء من جامعة سراييفو.
توجد أدلة على الاستيطان البشري في المدينة إلى عصور ما قبل التاريخ إلا أن المدينة الحديثة أسست لتصبح معقل للدولة العثمانية في القرن الخامس عشر. وقد اجتذبت سراييفو اهتمام العالم عدة مرات طوال تاريخها. كانت سراييفو في عام 1885 أول مدينة في أوروبا وثاني مدينة في العالم بها شبكة الترام الكهربائي في المدينة، بعد سان فرانسيسكو. قتل في المدينة في عام 1914 الأرشيدوق النمساوي وهو الحدث الذي أشعل الحرب العالمية الأولى. استضافت سراييفو الألعاب الأولمبية الشتوية 1984. حوصرت المدينة لمدة تقارب أربع سنوات من عام 1992 إلى عام 1996 وهو حصار سراييفو وهو أطول حصار فرض على مدينة (1425 يوما) في الحرب البوسنية.
أصبحت سراييفو المدينة الأكثر نموًا في البوسنة والهرسك بعد الحرب. صنف دليل السفر لونلي بلانيت المدينة في المرتبة 43 كأفضل مدينة في العالم. صُنفت سراييفو في ديسمبر 2009 واحدة من أفضل عشر مدن للزيارة في عام 2010. رُشحت المدينة عاصمة للثقافة الأوروبية لعام 2014 في عام 2011 واختيرت لاستضافة المهرجان الأولمبي الأوروبي للشباب. صنفها اليونسكو في أكتوبر 2009 مدينة إبداعية لوضعها الثقافة في صميم استراتيجياتها التنموية. كما صنفت ضمن واحدة من ثمانية عشر مدينة سينمائية في العالم.

## أصل التسمية
اسم سراييفو مشتق من الكلمة التركية سراي التي تعني القصر. يختلف العلماء حول أصل نهاية يفو، قد تضاف الكلمة في اللغات السلافية للإشارة لاسم ملكية فيعني اسم سراييفو "مدينة القصر". إحدى النظريات الأخرى أن الاسم ربما يكون مشتقا من الكلمة التركية العثمانية «سراي اوفاسي» الذي ذكرت أول مرة في عام 1455، والتي تعني سهول القصر.
أول ذكر لاسم سراييفو هو في رسالة كتبها فيروز بك عام 1507. كان الاسم الرسمي للمدينة لمدة 400 عام من الحكم العثماني هو سرايبوسنا ("قصر البوسنة")، وهو اسم المدينة باللغة التركية الحديثة.

## التاريخ

### العصور القديمة
- الإمبراطورية النمساوية المجرية 1878 بحكم الأمر الواقع، 1908  بحكم القانون–1918
- دولة السلوفينيين والكروات والصرب 1918
- مملكة يوغوسلافيا 1918–1929
- مملكة يوغوسلافيا 1929–1941
- كرواتيا 1941–1945
- يوغوسلافيا 1945–1992
- البوسنة والهرسك 1992–1995
- البوسنة والهرسك 1995–الآن

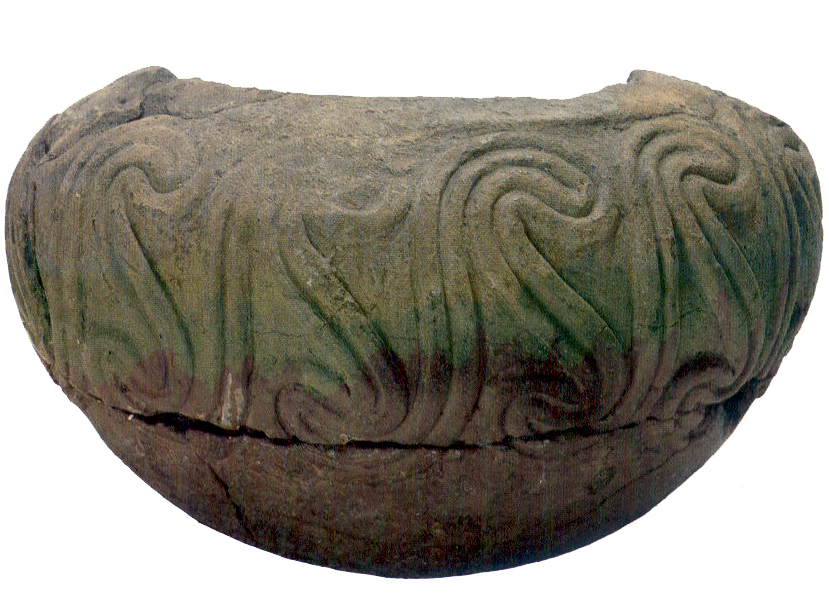
وعاء يعود لثقافة بوتمير

تعود إحدى أقدم الاكتشافات في منطقة سراييفو لثقافة بوتمير من العصر الحجري الحديث. اكتشفت السلطات النمساوية المجرية  هذه الأثار في بوتمير في عام 1893 بأراضي ضاحية إليجا الحديثة في سراييفو أثناء بناء مدرسة زراعية. كانت المنطقة غنية بالصوان فكانت جذابة لسكان العصر الحجري الحديث وازدهرت تلك المستوطنة. صنع سكان المستوطنة تصميمات فريدة من السيراميك والفخار كما ظهر في المؤتمر الدولي لعلماء الآثار وعلم الإنسان الذي عُقد في سراييفو في عام 1894.
تبعت ثقافة الإليريون ثقافة بوتمير عاش هذا الشعب القديم في من المستوطنات الرئيسية في المنطقة خاصة حول نهر ميلياتسكا ووادي سراييفو. كان الإيليريون في منطقة سراييفو من قبيلة الدايسيتيات وهم آخر الشعوب الإليرية في البوسنة والهرسك التي قاومت الاحتلال الروماني، ومثلت هزيمتهم الإمبراطور الروماني تيبيريوس لهم في العام التاسع الميلادي بداية الحكم الروماني في المنطقة. لم يبنى الرمان مدن في منطقة البوسنة الحديثة إلا أن مستعمرة أكوا سولفوراي الرومانية التي كانت قريبة من قمة إليجا الحالية كانت تُعتبر أهم مستوطنة في المنطقة في ذلك الوقت. استوطن القوط المنطقة بعد الرومان ثم تبعهم السلاف في القرن السابع.

### العصور الوسطى
لقد كانت سراييفو خلال العصور الوسطى جزءا من إقليم فرهابوسنة البوسني، بالقرب من مركز التقليدي للمملكة. وقد أشارت بعض الوثائق التاريخية إلى وجود سوق صغير في المنطقة يسمى «تورنيك»، لكنه لم يكن قبلة مهمة للتجار.
يذكر بعض العلماء أن فرهبوسنا كانت مدينة مهمة في المنطقة المحيطة بسراييفو الحالية. تذكر الوثائق البابوية إنشاء كاتدرائية مكرسة للقديس بولس هناك في عام 1238. كما زار تلاميذ القديسين كيرلس وميثوديوس المنطقة وأسسوا كنيسة قرب فريلو بوسني. تؤكد الوثائق على الأخمية التاريخية والإقليمية لمنطقة سراييفو على الاختلاف الدقيق في موقع المدينة. كانت هناك أيضًا قلعة شمال شرق المدينة القديمة تعود إلى حوالي عام 1263، قبل أن تسيطر الدولة العثمانية على المدينة في عام 1429.

### الفترة العثمانية
أسست الإمبراطورية العثمانية سراييفو في خمسينيات القرن الرابع عشر ويعتبر عام 1461 تاريخ تأسيس المدينة. كان عيسى بك بن إسحق أول والي عثماني للبوسنة وهو من أسس المدينة فأسس فيها مسجد (مسجد الإمبراطور) وخان وحمام وقصر للحاكم (سراي). وكان باشتشارشيجا مركز المدينة.

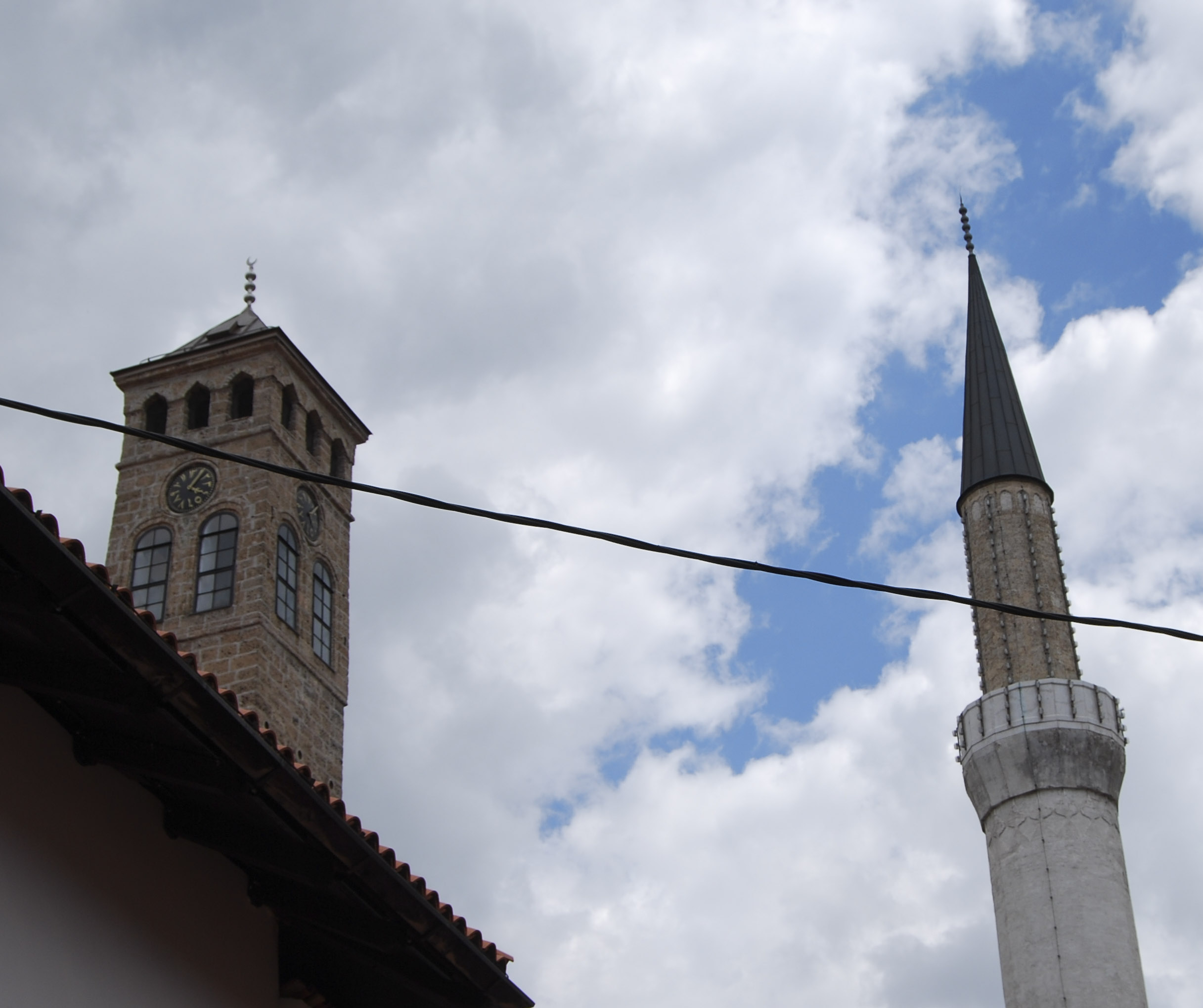
برج الساعة في سراييفو بالبوسنة والهرسك يُطلق منه مدفع رمضان وجامع الغازي خسرو بك

هاجر عدد من اليهود السفارديم إلى سراييفو بعد طردهم من إسبانيا في نهاية القرن الخامس عشر. اعتنق العديد من السكان المسيحيين المحليين الإسلام في هذا الوقت. بنى غازي خسرو بيك معظم ما يعرف اليوم بالمدينة القديمة، واشتهرت سراييفو بسوقها الكبير وعدد المساجد الذي تجاوز المائة في منتصف القرن السادس عشر، ومنها مسجد وكيل الخراج ليكون مُلتقى يجتمع فيه سُكان المدينة الراغبون في قضاء مناسك الحج في مكة قبل سفرهم.
كانت سراييفو ثاني أكبر وأهم مدينة عثمانية في البلقان بعد إسطنبول وقت العصر الذهبي للدولة العثمانية. قُدر عدد سكان سراييفو بأكثر من 80,000 نسمة في عام 1660. بينما كان عدد سكان بلغراد حوالي 100,000 في عام 1683، وحوالي 14,000 شخص في زغرب في عام 1851.
غزا الأمير يوجين من سافوي من عائلة هابسبورغ سراييفو في الحرب التركية العظمى وتركها موبوءة بالطاعون ومدمرة. أشعل رجاله النار في المدينة بعدما نهبوها ودمرت المدينة تقريبًا في يوم واحد. لم يتبى منذ ذلك الوقت سوى عدد قليل من الأحياء وبعض المساجد والكنيسة الأرثوذكسية. حرقت المدينة أعيد بناء المدينة وحرقت مرات أخرى لكنها لم تعد إلى سابق عهدها، فبلغ عدد سكانها حوالي 60,000 نسمة فقط في عام 1807.
وقعت في المدينة عدة معارك في ثلاثينيات القرن التاسع عشر وقت الانتفاضة البوسنية وكان يقود المتمردين حسين غراداسيفيتش، ويسمى الشارع الرئيسي في المدينة باسم "تنين البوسنة" (Zmaj od Bosne) تكريمًا له. فشلت الانتفاضة وظلت البوسنة تحت الحكم العثماني لعقود.  أصبحت سراييفو مركز إداري مهم في الإمبراطورية العثمانية في عام 1850.

### الإمبراطورية النمساوية المجرية

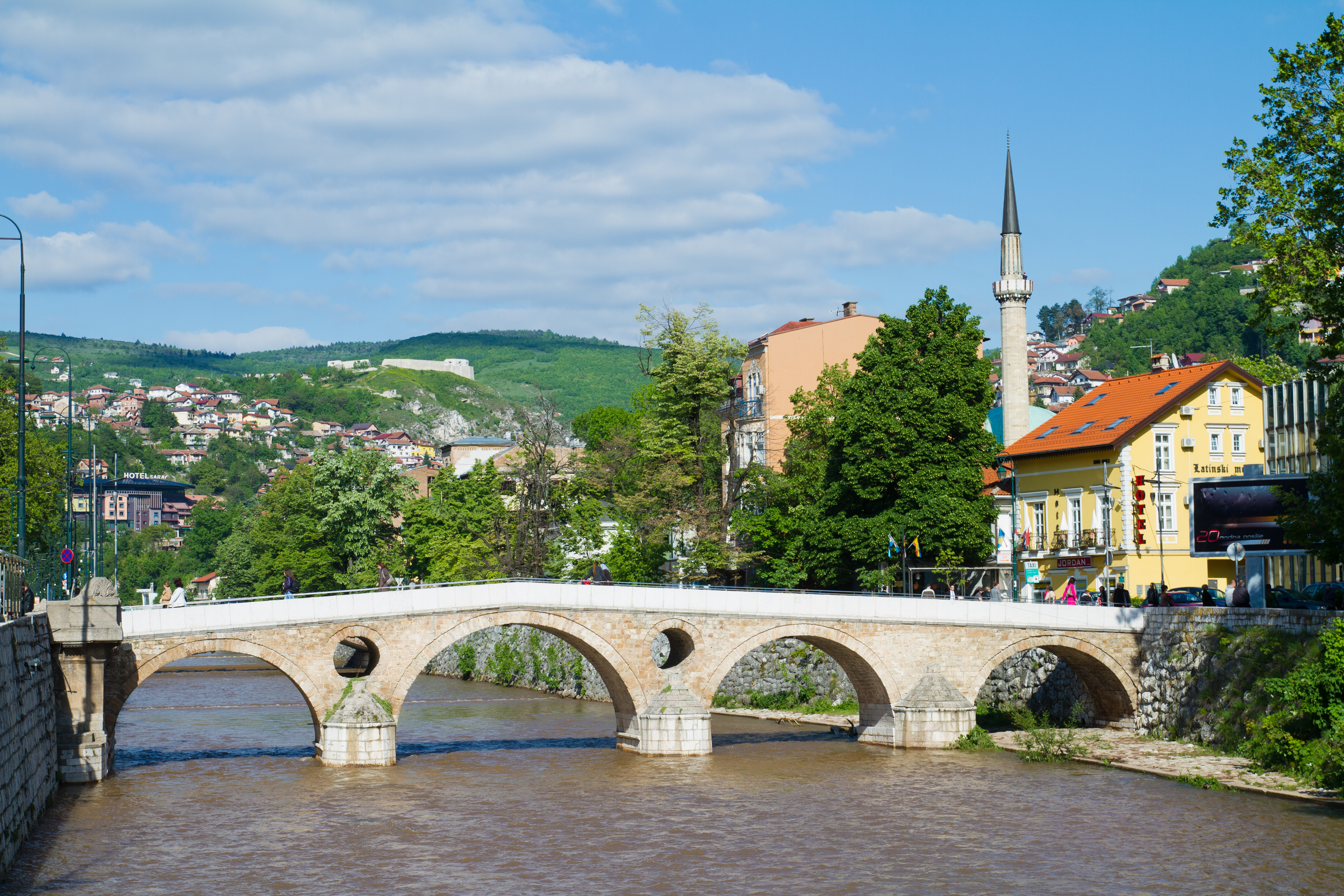
الجسر اللاتيني موقع اغتيال الأرشيدوق النمساوي فرانتس فرديناند

احتلت الإمبراطورية النمساوية المجرية البوسنة والهرسك في عام 1878 بموجب معاهدة برلين وأعقب ذلك ضم كامل لها للدولة في عام 1908 وهو ما أثار غضب الصرب. طورت الدولة النمساوية المجرية سراييفو فاستخدمتها كميدان تجارب لابتكارات جديدة فمثلا أنشئت فيها خطوط للترام في عام 1885 قبل أن تنشئ في فيينا لاحقًا. احترقت المنطقة المركزية للمدينة للمدينة في تلك الفترة مرة أخرى لذلك تزخر المدينة بمزيج مميز من العمارة العثمانية والعمارة الغربية الحديثة

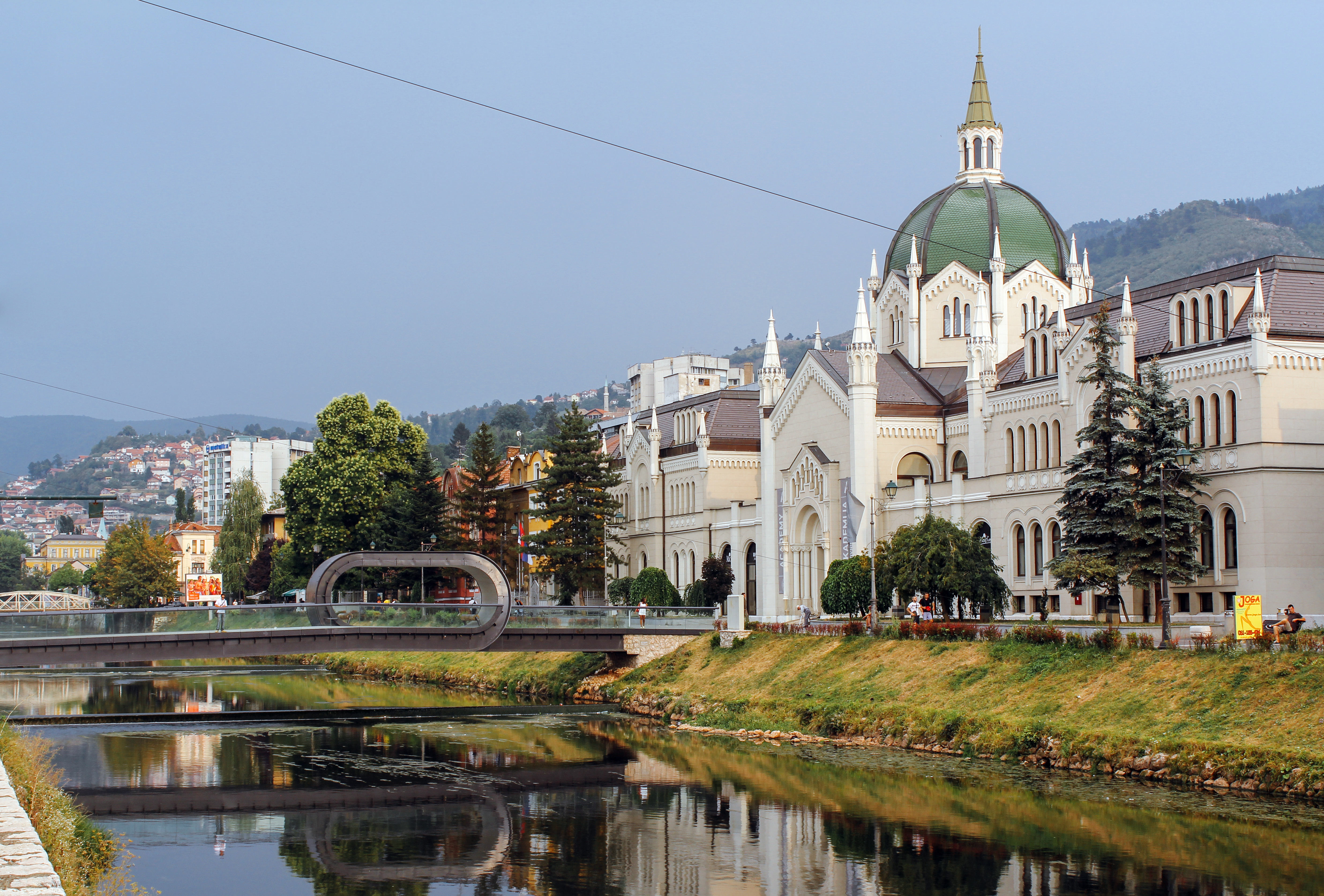
أكاديمية الفنون الجميلة والتي بنيت في الأصل في عام 1899 لتكون كنيسة إنجيلية

أُنشئت العديد من المصانع والمباني في الفترة النمساوية المجرية، وكتبت اللغة البوسنية لأولى مرة بالأبجدية اللاتينية. وتوسعت المدينة خارج حدودها التقليدية. بنيت في تلك الفترة أيضا كاتدرائية القلب المقدس التي تمزج بين العمارة القوطية والرومانسية الجديد والمتحف الوطني ومصنع الجعة وقاعة مدينة سراييفو خلال هذه الفترة.

خريطة مفصلة لسراييفو عام 1932

اغتال غافريلو برينسيب الصربي البوسني العضو في منظمة البوسنة الشابة الأرشيدوق النمساوي فرانز فرديناند وزوجته صوفي دوقة هوهنبرغ في سراييفو بتاريخ 28 يونيو 1914 كان هذا الحدث الذي أشعل فتيل الحرب العالمية الأولى. تلا ذلك أعمال شغب مناهضة للصرب في سراييفو قتل فيها شخصين ودمرت العديد من الممتلكات. سلمت المدينة تقريبًا من الحرب العالمية الأولى فوقعت معظم معارك البلقان بالقرب من بلغراد. ضُمت البوسنة بعد الحرب إلى مملكة يوغوسلافيا وأصبحت سراييفو عاصمة لمقاطعة درينا.

### يوغسلافيا
لم تعد المدينة مهمة بعد أن انضمت ليوغسلافيا غلم تعد مركز البوسنة. سقطت سراييفو في 15 أبريل 1941 في يد القوات العسكرية التابعة لألمانيا النازية أثناء الحرب العالمية الثانية في أعقاب حملات قصف ألمانية. أنشأت قوى المحور دولة كرواتيا المستقلة والتي كانت سراييفو جزاء منها.
قامت ميليشيات الأوستاشي بالقبض وإعدام مجموعات من الصرب في سراييفو بشكل دوري في صيف عام 1941. اعتقلوا حوالي مائة صربي في أغسطس من نفس العام يُشتبه في ارتباطهم بالمقاومة الشعبية لقوات المحور وأعدموهم أو نفوهم إلى معسكرات الاعتقال. وقع 108 بشناقي مسلم بارز في سراييفو في 12 أكتوبر 1941 على قرار يدين الإبادة الجماعية للصرب التي قامت بها الأوستاشي التي كانت ترتدي زي بشناقي ورفضوا أيضا أعمال العنف الصربية ضد البشناق وطالبوا بالأمان لجميع مواطني البلاد. لجأ حوالي 20,000 صربي إلى سراييفو في حوالي منتصف صيف 1942 هربًا من إرهاب قوات الأوستاشي. قصفت قوات الحلفاء المدينة بين عامي 1943 و1944. كانت الحركة اليوغوسلافية حاضرة في المدينة في تلك الفترة. 
كانت المقاومة في سراييفو بقيادة عنصر من جيش التحرير الوطني المسمى «والتر» بيريك، والذي مات بينما كان يتصدر التحرير النهائي للمدينة في 6 أبريل 1945، كما اشتهر بأفعاله بعد ذلك بوقت قصير. أصبحت سراييفو بعد التحرير عاصمة جمهورية البوسنة والهرسك ضمن جمهورية يوغسلافيا الاشتراكية الاتحادية. واستثمر بعدها الشيوعيون بكثافة في سراييفو فقد بنوا العديد من المنشأت السكنية الجديدة في بلديتي نوفو ونوفي غراد. كانت سراييفو واحدة من بين المدن الرئيسية في البلقان. حيث ارتفع عدد سكان المدينة من 115.000 بعد الحرب العالمية الثانية إلى 429.672 بعد حل يوغوسلافيا.
بنيت حديقة فراكا التذكارية لضحايا الحرب العالمية الثانية في 25 نوفمبر وعقد فيها مجلس الدولة المناهض للفاشية للتحرير الوطني للبوسنة والهرسك اجتماعه الأول في عام 1943. تمكنت سراييفو من احتضان الألعاب الأولمبية الشتوية سنة 1984 متغلبة على عرض مدينة فالون وغوتنبرغ السويدية وسابورو اليابانية. تبعت هذه الألعاب ارتفاعا ملحوظا لمجال السياحة في المدينة، مما جعل الثمانينات واحدة من أفضل العقود في المدينة منذ وقت طويل.

### حرب البوسنة
|  | هذا الملف لا يمتلك معلومات الوصف، وربما تنقصه بعض المعلومات الأخرى. يجب أن تحتوي الملفات على معلومات موجزة حول الملف لإعلام الآخرين بالمحتوى والمؤلف والمصدر والتاريخ إن أمكن. إذا كنت تعرف هذه المعلومات أو لديك إمكانية الوصول إليها، فيرجى إضافتها إلى صفحة الملف. أبلغ رافع الملف باستخدام: {{نسخ:أضف تفاصيل وصف ملف\|1=سراييفو}} |

|  | هذا الملف لا يمتلك معلومات معلومات المنتج، وربما تنقصه بعض المعلومات الأخرى. يجب أن تحتوي الملفات على معلومات موجزة حول الملف لإعلام الآخرين بالمحتوى والمؤلف والمصدر والتاريخ إن أمكن. إذا كنت تعرف هذه المعلومات أو لديك إمكانية الوصول إليها، فيرجى إضافتها إلى صفحة الملف. أبلغ رافع الملف باستخدام: {{نسخ:أضف تفاصيل مؤلف ملف\|1=سراييفو}} |

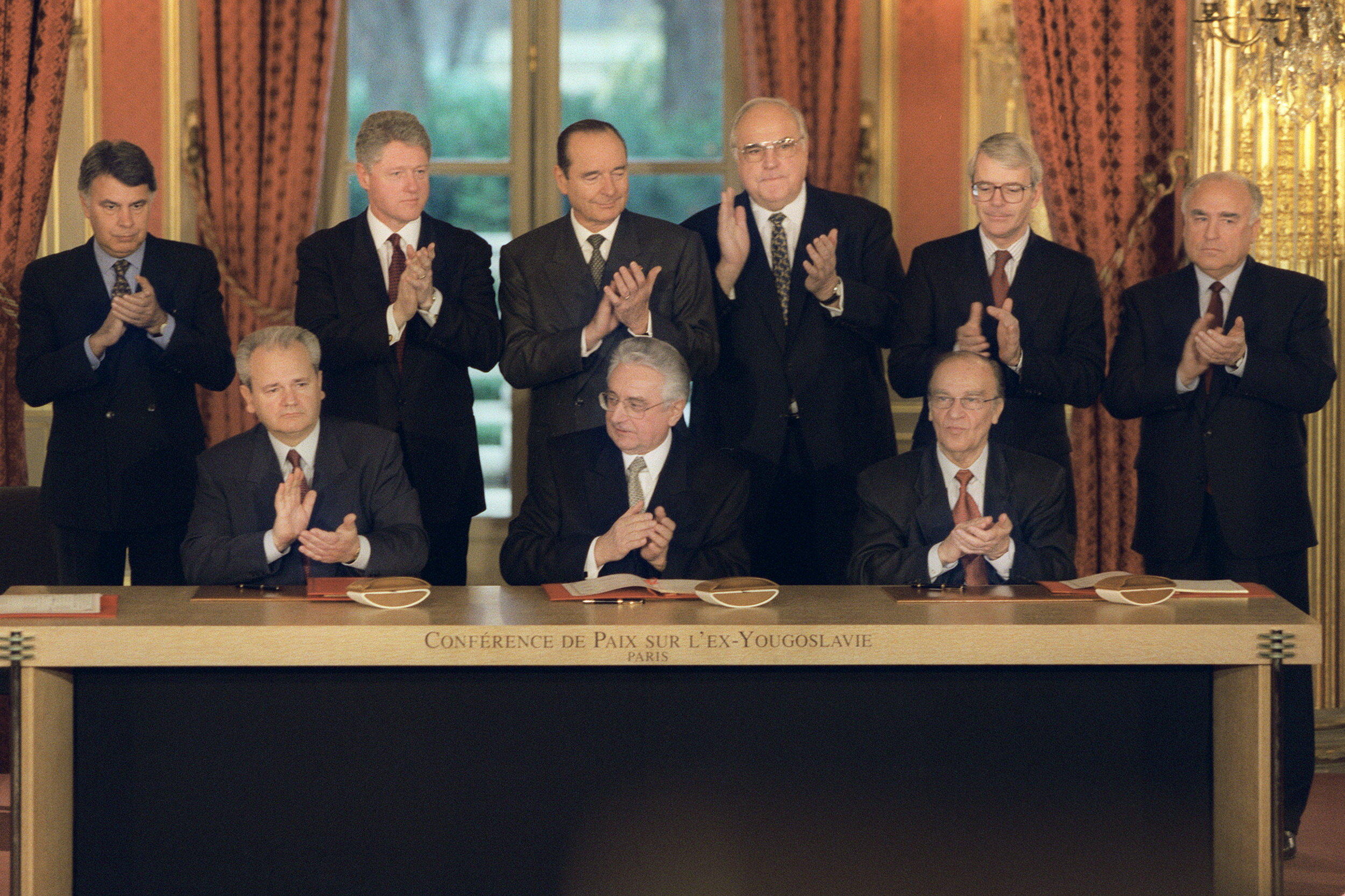
توقيع اتفاقية دايتون في باريس التي أنهت حرب البوسنة والهرسك التي استمرت ثلاث سنوات ونصف

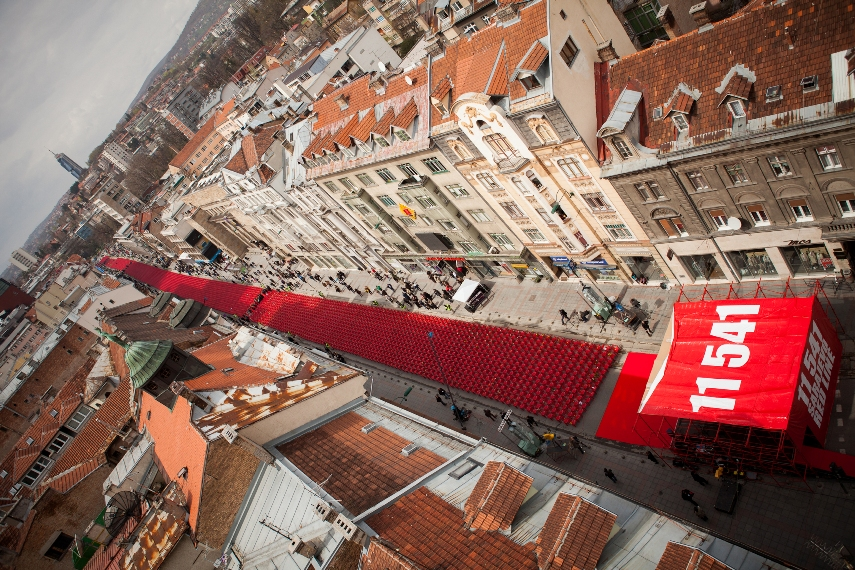
خط سراييفو الأحمر وهو حدث تذكاري سنوي لحصار سراييفو. يصف في ذلك اليوم 11,541 كرسيا فارع ترمز إلى 11,541 ضحية حرب قتلوا أثناء الحصار

حاصر جيش جمهورية صرب البوسنة وجيش يوغوسلافيا الشعبي المدينة من 5 أبريل 1992 إلى 29 فبراير 1996 في حرب البوسنة والهرسك، وأدى الحصار إلى دمار واسع وتغيرات سكانية كبيرة، فقتل الآلاف من سكان سراييف وبسبب القصف المتواصل ونيران القناصة الصربية وهو أطول حصار لعاصمة في التاريخ الحديث.
بدا الحصار بعدما أعلنت البوسنة والهرسك استقلالها عن يوغسلافيا بناء على استفتاء استقلال البوسنة والهرسك 1992 واعتراف الأمم المتحدة بها،  أعلن الصرب عن تأسيس دولة جمهورية صربسكا الجديدة على أراضي البوسنة والهرسك. حاصر جيش جمهورية صربسكا سراييفو بقوة تبلغ 18,000 جندي تمركزو في التلال المحيطة بالمدينة وقصفوا المدينة بالمدفعية وقذائف الهاون والدبابات والمدافع المضادة للطائرات والمدافع الرشاشة الثقيلة وقاذفات الصواريخ وقنابل الطائرات وبنادق القناصة. كانت قوات الدفاع البوسنية داخل المدينة المحاصرة ضعيفة وغير قادرة على فك الحصار.  
بدأ فك الحصار عندما شنت القوات البوسنية والكرواتية المشتركة هجوما في عمليات ميسترال 2 وسانا والتحرك الجنوبي في سبتمبر وأكتوبر 1995. طُردت القوات الصربية ببطء من وعادت إمدادات التدفئة والكهرباء والمياه في المدينة في تلك. تم التوصل بين الطرفين إلى وقف لإطلاق النار في أكتوبر 1995. ثم قسمت الدولة وفقا لاتفاقية دايتون التي وقعت في 14 ديسمبر 1995، نتج عنها إلى نزوح جماعي في أوائل عام 1996 لحوالي 62,000 من صرب سراييفو فأبحت مدينة ما بعد الحرب ذات طابع عرقي واحد.
قتل في الحصار حوالي 11,541 شخص من بينهم أكثر من 1500 طفل. وأصيب في الحصار 56,000 شخص آخر منهم ما يقرب من 15,000 طفل.

### الحاضر

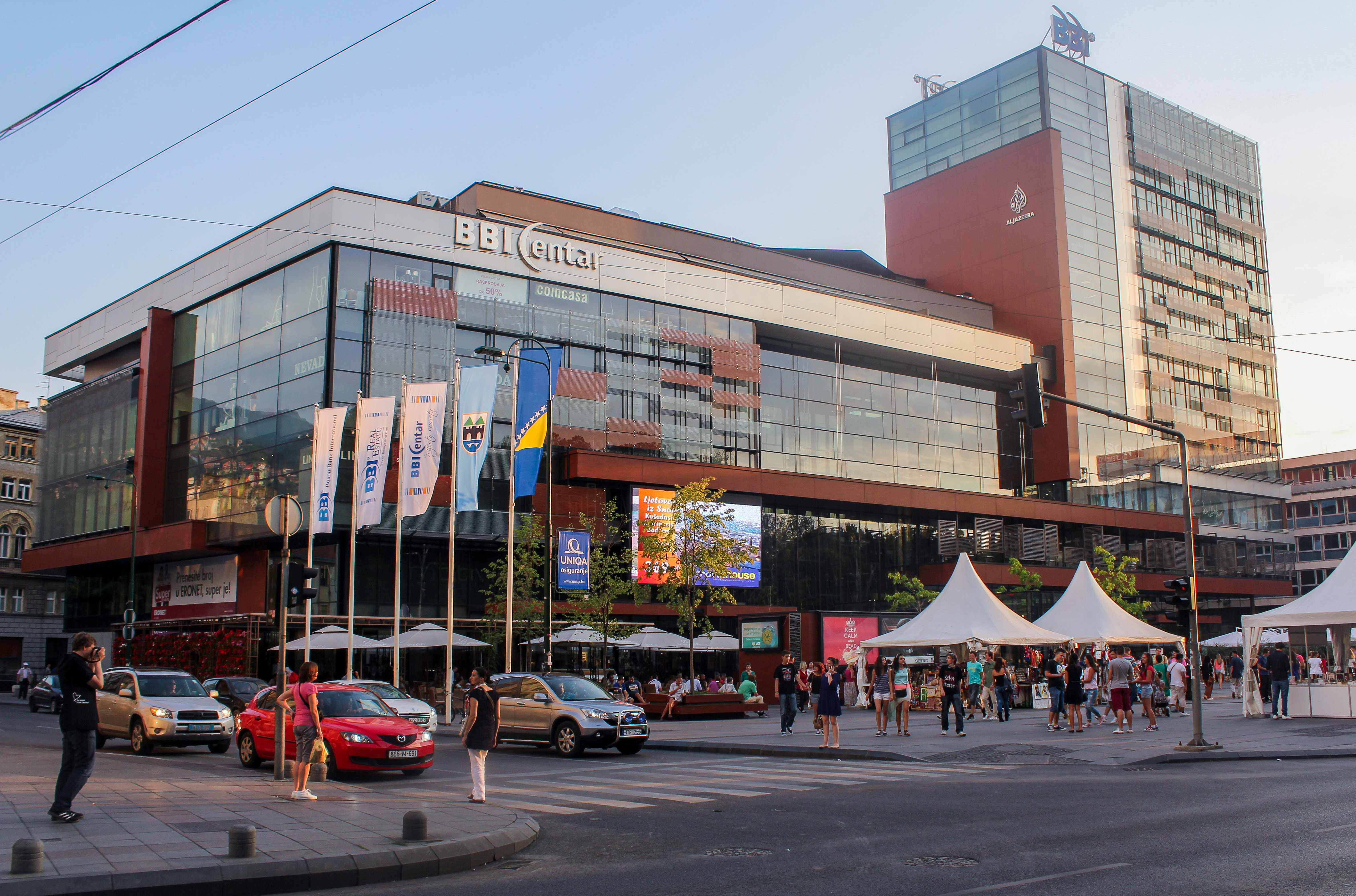
أريا سنتر التي بنيت في عام 2009

تكثر المباني الحديثة المتنوعة الآن في أفق سراييفو، من أبرزها مركز بوسمال للمدينة وأريا سنتر ومركز سراييفو للمدينة (جميعها من تصميم المهندس المعماري سيد جولوش)، بالإضافة إلى برج أفاز تويست الذي كان عند إنشائه أطول ناطحة سحاب في يوغوسلافيا السابقة. شهدت المدينة احتجاجات ضد الحكومة وأعمال شغب في عام 2014 وهطلت أيضا أمطار غزيرة أدت إلى فيضانات غير مسبوقة. أعيد بناء تلفريك سراييفو أو بتلفريك تريبيفيتش وهو معلم بارز في سراييفو في دورة الألعاب الأولمبية الشتوية لعام 1984، وأُعيد افتتاحه في 6 أبريل 2018. يربط التلفريك بين محطة بيستريك في سراييفو ومحطة فيديكوفاك في منحدرات تريبيفيتش.

## جغرافيا المدينة
تقع المدينة في وسط البوسنة والهرسك في وادي سراييفو، كما أنها تتوسط جبال الألب الدينارية. وقد شكلت هذه المنطقة مساحة شاسعة من الخضرة، ولكنها فسحت المجال أمام التوسع العمراني والتنمية ما بعد الحرب العالمية الثانية. وهي محاطة بجبال وغابات كثيفة، وتعتبر قمة تريسكافيكا (2,088 متر) أعلى القمم المحيطة بهذه المدينة. ويبلغ متوسط علو المدينة 500 متر فوق مستوى سطح البحر. كما يعد نهر الميلجاكا واحد من المواقع الجغرافية الرئيسية للمدينة.
يسير عبر المدينة من الشرق مرورا بالوسط إلى الجزء الغربي من المدينة حيث يلتقي في النهاية مع نهرالبوسنة. كما تمر العديد من الأنهار الصغيرة والجداول عبر المدينة.

### المناخ
المناخ السائد في سراييفو هو مناخ محيطي (تصنيف كوبن للمناخ: Cfb) على حدود المناخ القاري الرطب (تصنيف كوبن للمناخ: Dfb). وتقع بين المناطق المناخية في أوروبا الوسطى إلى الشمال والبحر الأبيض المتوسط إلى الجنوب. كما يعدل البحر الأدرياتيكي في سراييفو المناخ إلى حد ما، على الرغم من وجود الجبال في جنوب المدينة والتي تقلل من التأثير البحري.
أعلى درجة حرارة مسجلة كانت 40.7 °م (105 °ف) في 19 أغسطس 1946 و41.0 درجة مئوية في 23 أغسطس 2008، في حين أن أدنى درجة حرارة مسجلة كانت −26.2 °م (−15.2 °ف) في 25 يناير 1942. المتوسط أن هناك في سراييفو سبعة أيام تتجاوز فيها درجة الحرارة 32 °م (89.6 °ف) وأربعة أيام تنخفض فيها درجة الحرارة إلى أقل من −15 °م (5 °ف) -15 درجة مئوية في السنة.
يبلغ المتوسط السنوي لساعات أشعة الشمس في المدينة 1830 ساعة وأكثر الشهور سطوعًا للشمس هو أغسطس بمتوسط 270 ساعة لذا فهي من المتوسطة في عدد الساعات. تبلغ درجة الغيوم فيها سنويا 59% ويكون متوسط الغيوم 75% في شهر ديسمبر.
| البيانات المناخية لـسراييفو (1991–2020)                            | البيانات المناخية لـسراييفو (1991–2020) | البيانات المناخية لـسراييفو (1991–2020) | البيانات المناخية لـسراييفو (1991–2020) | البيانات المناخية لـسراييفو (1991–2020) | البيانات المناخية لـسراييفو (1991–2020) | البيانات المناخية لـسراييفو (1991–2020) | البيانات المناخية لـسراييفو (1991–2020) | البيانات المناخية لـسراييفو (1991–2020) | البيانات المناخية لـسراييفو (1991–2020) | البيانات المناخية لـسراييفو (1991–2020) | البيانات المناخية لـسراييفو (1991–2020) | البيانات المناخية لـسراييفو (1991–2020) | البيانات المناخية لـسراييفو (1991–2020) |
| الشهر                                                              | يناير                                   | فبراير                                  | مارس                                    | أبريل                                   | مايو                                    | يونيو                                   | يوليو                                   | أغسطس                                   | سبتمبر                                  | أكتوبر                                  | نوفمبر                                  | ديسمبر                                  | المعدل السنوي                           |
| ------------------------------------------------------------------ | --------------------------------------- | --------------------------------------- | --------------------------------------- | --------------------------------------- | --------------------------------------- | --------------------------------------- | --------------------------------------- | --------------------------------------- | --------------------------------------- | --------------------------------------- | --------------------------------------- | --------------------------------------- | --------------------------------------- |
| الدرجة القصوى °م (°ف)                                              | 18.2 (64.8)                             | 21.4 (70.5)                             | 26.6 (79.9)                             | 30.2 (86.4)                             | 33.2 (91.8)                             | 35.9 (96.6)                             | 38.4 (101.1)                            | 40.7 (105.3)                            | 37.7 (99.9)                             | 32.2 (90.0)                             | 24.7 (76.5)                             | 18.0 (64.4)                             | 40.7 (105.3)                            |
| متوسط درجة الحرارة الكبرى °م (°ف)                                  | 4.1 (39.4)                              | 6.6 (43.9)                              | 11.5 (52.7)                             | 16.5 (61.7)                             | 21.4 (70.5)                             | 25.4 (77.7)                             | 27.8 (82.0)                             | 28.3 (82.9)                             | 22.5 (72.5)                             | 17.3 (63.1)                             | 10.6 (51.1)                             | 4.3 (39.7)                              | 16.4 (61.4)                             |
| المتوسط اليومي °م (°ف)                                             | 0.6 (33.1)                              | 2.4 (36.3)                              | 6.5 (43.7)                              | 10.8 (51.4)                             | 15.2 (59.4)                             | 19.0 (66.2)                             | 21.0 (69.8)                             | 21.3 (70.3)                             | 16.5 (61.7)                             | 11.9 (53.4)                             | 6.7 (44.1)                              | 1.3 (34.3)                              | 11.1 (52.0)                             |
| متوسط درجة الحرارة الصغرى °م (°ف)                                  | −2.9 (26.8)                             | −1.9 (28.6)                             | 1.4 (34.5)                              | 5.1 (41.2)                              | 9.0 (48.2)                              | 12.6 (54.7)                             | 14.2 (57.6)                             | 14.3 (57.7)                             | 10.4 (50.7)                             | 6.5 (43.7)                              | 2.8 (37.0)                              | −1.7 (28.9)                             | 5.4 (41.7)                              |
| أدنى درجة حرارة °م (°ف)                                            | −26.2 (−15.2)                           | −23.4 (−10.1)                           | −16.4 (2.5)                             | −13.2 (8.2)                             | −9.0 (15.8)                             | −3.2 (26.2)                             | −2.7 (27.1)                             | −1.0 (30.2)                             | −4.0 (24.8)                             | −10.9 (12.4)                            | −19.3 (−2.7)                            | −22.4 (−8.3)                            | −26.4 (−15.5)                           |
| الهطول مم (إنش)                                                    | 68.3 (2.69)                             | 67.3 (2.65)                             | 66.7 (2.63)                             | 78.1 (3.07)                             | 88.7 (3.49)                             | 87.8 (3.46)                             | 75.1 (2.96)                             | 62.9 (2.48)                             | 89.3 (3.52)                             | 91.4 (3.60)                             | 84.9 (3.34)                             | 89.0 (3.50)                             | 949.5 (37.39)                           |
| متوسط الأيام الممطرة                                               | 9.6                                     | 9.6                                     | 9.4                                     | 10.8                                    | 11.1                                    | 10.3                                    | 8.7                                     | 7.4                                     | 8.8                                     | 8.7                                     | 8.9                                     | 10.2                                    | 113.5                                   |
| متوسط الأيام المثلجة                                               | 10                                      | 12                                      | 9                                       | 2                                       | 0.2                                     | 0                                       | 0                                       | 0                                       | 0                                       | 2                                       | 6                                       | 12                                      | 53                                      |
| متوسط الرطوبة النسبية (%)                                          | 79                                      | 74                                      | 68                                      | 67                                      | 68                                      | 70                                      | 69                                      | 69                                      | 75                                      | 77                                      | 76                                      | 81                                      | 73                                      |
| ساعات سطوع الشمس الشهرية                                           | 57.1                                    | 83.8                                    | 125.6                                   | 152.3                                   | 191.7                                   | 207.1                                   | 256.3                                   | 238.2                                   | 186.6                                   | 148.8                                   | 81.2                                    | 40.7                                    | 1٬769٫4                                 |
| المصدر #1: WMO                                                     |                                         |                                         |                                         |                                         |                                         |                                         |                                         |                                         |                                         |                                         |                                         |                                         |                                         |
| المصدر #2: الإدارة الوطنية للمحيطات والغلاف الجوي (sun, 1961–1990) |                                         |                                         |                                         |                                         |                                         |                                         |                                         |                                         |                                         |                                         |                                         |                                         |                                         |

### جودة الهواء
مشكلة تلوث الهواء في سراييفو هي قضية بالغة الأهمية. تذكر قاعدة بيانات تلوث الهواء العالمية التابعة لمنظمة الصحة العالمية لعام 2016 فإن المتوسط السنوي لتركيز جزيئات PM2.5 في عام 2010 كان 30 ميكروغرام/م³ هذا يتجاوز بثلاث مرات الحد الذي توصي به منظمة الصحة العالمية لجودة الهواء السنوي لجزيئات PM2.5. لا تتوفر قياسات حديثة طويلة عن جزيئات PM2.5 في سراييفو، ويمكن فقط تقديرها من خلال قياسات PM10 التي أثراها على الصحة أقل من تأثير PM2.5. تتوفر بيانات جودة الهواء حديثة عن PM10 والأوزو وثاني أكسيد النيتروجين وأول أكسيد الكربون وثاني أكسيد الكبريت أصدرها المعهد الفيدرالي للهيدروأستروولوجيا، حُفظت نسخة محفوظة 13 سبتمبر 2018 على موقع واي باك مشين..

## الإدارة
سراييفو هي عاصمة دولة البوسنة والهرسك واتحاد البوسنة والهرسك وكانتون سراييفو، كما أنها العاصمة القانونية لجمهورية صرب البوسنة. يوجد في المدينة برلمانات ومجالس ومحاكم هذه التقسيمات الإدارية. توجد جميع المؤسسات الوطنية والسفارات الأجنبية في سراييفو وهي مقر لمجلس وزراء البوسنة والهرسك والجمعية البرلمانية ومجلس رئاسة البوسنة والهرسك والمحكمة الدستورية والقيادة التنفيذية للقوات المسلحة.
تعرض برلمان البوسنة والهرسك في سراييفو لأضرار بالغة في حرب البوسنة مما استدعى نقل الموظفين والوثائق إلى مكتب مؤقت لاستئناف العمل. بدأت إعادة بناء البرلمان في نهاية عام 2006 واكتملت في عام 2007 بتمويل 80% من الحكومة اليونانية عبر برنامج إعادة إعمار البلقان اليوناني و20% من حكومة البوسنة والهرسك.

### البلديات وحكومة المدينة

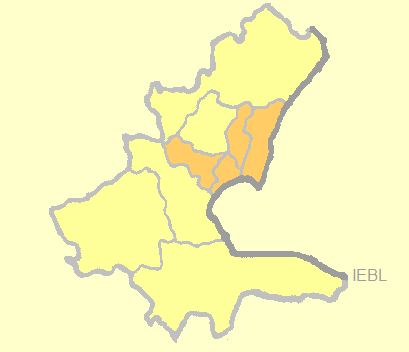
البلديات الأربع لمدينة سراييفو (نوفي غراد ونوفو سراييفو وسينتار وستاري غراد) داخل كانتون سراييفو

تتكون المدينة من أربع بلديات هي: سنتار ونوفي غراد ونوفو سراييفو وستاري غراد. لكل واحدة منها حكومة بلدية خاصة بها. وتتألف السلطة التنفيذية من رئيس البلدية، واثنين من النواب وعضو من مجلس الوزراء. كما نجد أيضا مجلس المدينة الذي يتكون من 28 عضوا من بينهم رئيس المجلس واثنين من النواب وسكرتير. وينتخب من قبل أعضاء المجالس البلدية في بأعداد تتناسب مع عدد سكان البلديات. كما تملك حكومة المدينة أيضا فرعا للسلطة القضائية.

## السكان
نمت المدينة بعد الحرب بنمو مطرد ومستمر ومستقر. لم تعد تقتصر المدينة على المناطق الحضرية قبل الحرب بل امتدت أيضًا لتشمل الجزء الحضري من هادزيتشي وإليجا ويسكن المدينة أكثر من 419,000 شخص. تضم منطقة العاصمة سراييفو 8 بلديات إضافية ليصل العدد الإجمالي إلى 14 بلدية بتعداد سكاني يبلغ 555,210 نسمة. تشهد بلدية نوفي غراد أسرع البلديات حسب معدل نمو السكان فزاد عدد السكان  فيها بحوالي 4000 شخص أو 2.95% منذ تعداد عام 2013 وإليجا التي شهدت زيادة بنسبة 7% تقريبًا منذ ذلك العام. أعلن في يونيو 2016 عن النتائج النهائية لتعداد عام 2013 فبلغ عدد سكان كانتون سراييفو 413,593 نسمة منهم 55,181 في سينتار و118,553 في نوفي غراد و64,814 في نوفو سراييفو و36,976 في ستاري غراد. بينما في آخر تعداد رسمي يوغوسلافي والذي أجري في عام 1991 بلغ عدد سكان منطقة سراييفو الحضرية 527,049 شخصًا (عشر بلديات)، بينما بلغ عدد سكان المدينة نفسها 454,319 نسمة.
غيرت الحرب من الديموغرافية العرقية والدينية للمدينة. فكانت المدينة تعج بالثقافات المتنوعة لذا كانت تسمى "قدس أوروبا". فكانت التركبية العرقية للمدينة في عام 1991، 49.2% من سكان المدينة أي 527,049 من البشناق و29.8% من الصرب و10.7% من اليوغوسلاف و6.6% من الكروات و3.6% من الأعراق الأخرى (اليهود والغجر وإلخ). يذكر الأكاديمي فران ماركوفيتش أن هناك العديد من الضغوط الإدارية والعامة التي تجبر الأشخاص ذوي الثقافات المتعددة أو من إحدى مجموعات الأقليات غير المسماة إلى أن يذكروا أنهم من إحدى الجماعات الثلاث الرئيسية: البشناق والكروات والصرب. وهذا يشمل الأشخاص الذين شجعهم مسؤولو التعداد على تحديد انتمائهم لإحدى هذه الجماعات.
كان حوالي 50% من سكان المدينة مسلمين و 25% من الكاثوليك و15% من الأرثوذكس و10% من اليهود في عام 1909.
| التكوين العرقي لمدينة سراييفو نفسها، حسب البلديات، تعداد 2013 |         |                  |                |                |                 |
| المدينة                                                       | المجموع | البشناق          | الصرب          | الكروات        | أخرى            |
| سينتار                                                        | 55,181  | 41,702 (75.57%)  | 2,186 (3.96%)  | 3,333 (6.04%)  | 7,960 (14.42%)  |
| Novi Grad                                                     | 118,553 | 99,773 (84.16%)  | 4,367 (3.68%)  | 4,947 (4.17%)  | 9,466 (7.98%)   |
| نوفو سراييفو                                                  | 64,814  | 48,188 (74.35%)  | 3,402 (5.25%)  | 4,639 (7.16%)  | 8,585 (13.24%)  |
| ستاري غراد                                                    | 36,976  | 32,794 (88.69%)  | 467 (1.3%)     | 685 (1.85%)    | 3,030 (8.19%)   |
| المجموع                                                       | 275,524 | 222,457 (80.74%) | 10,422 (3.78%) | 13,604 (4.94%) | 29,041 (10.54%) |

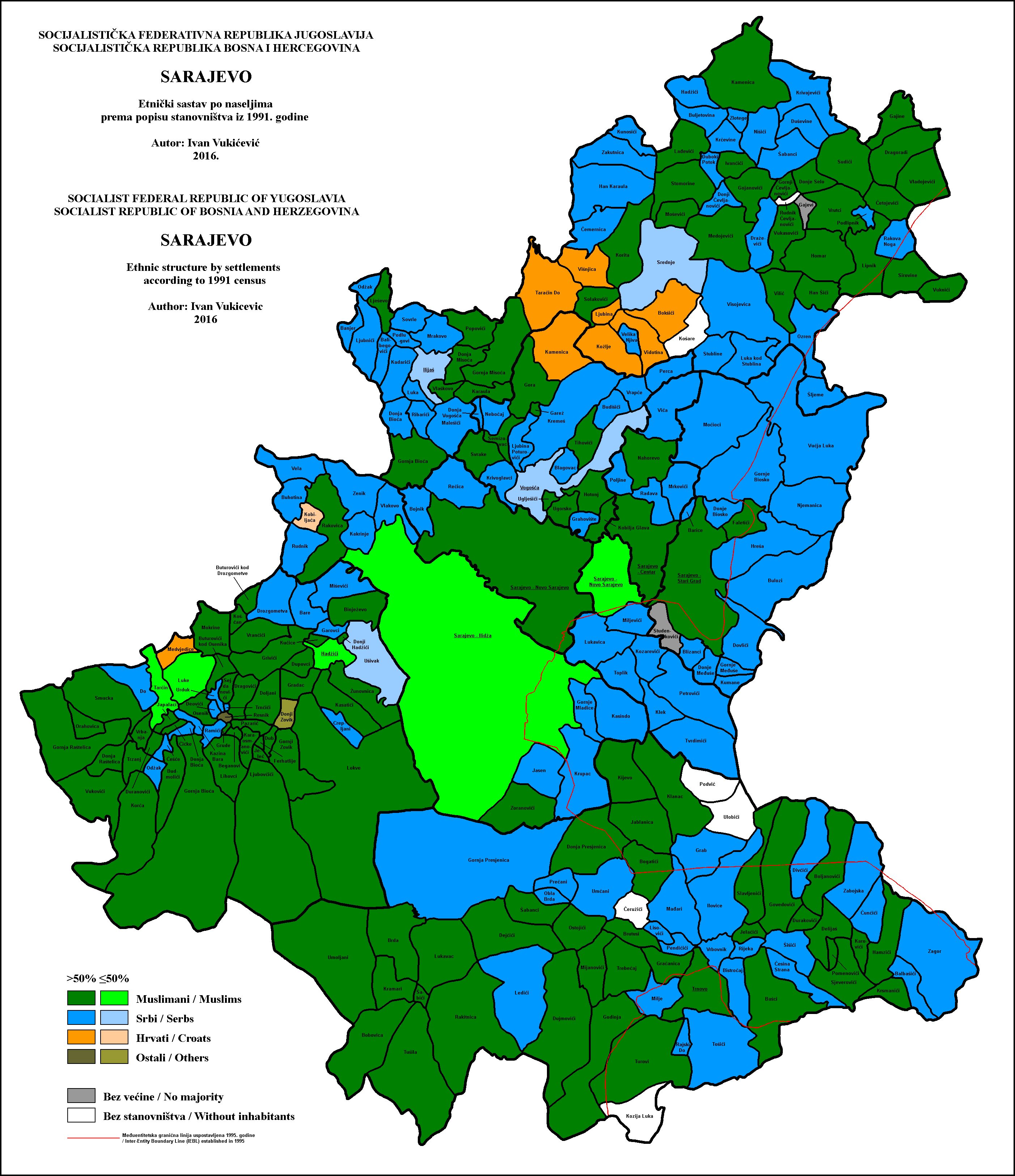
أعراق مدينة سراييفو تعداد 1991
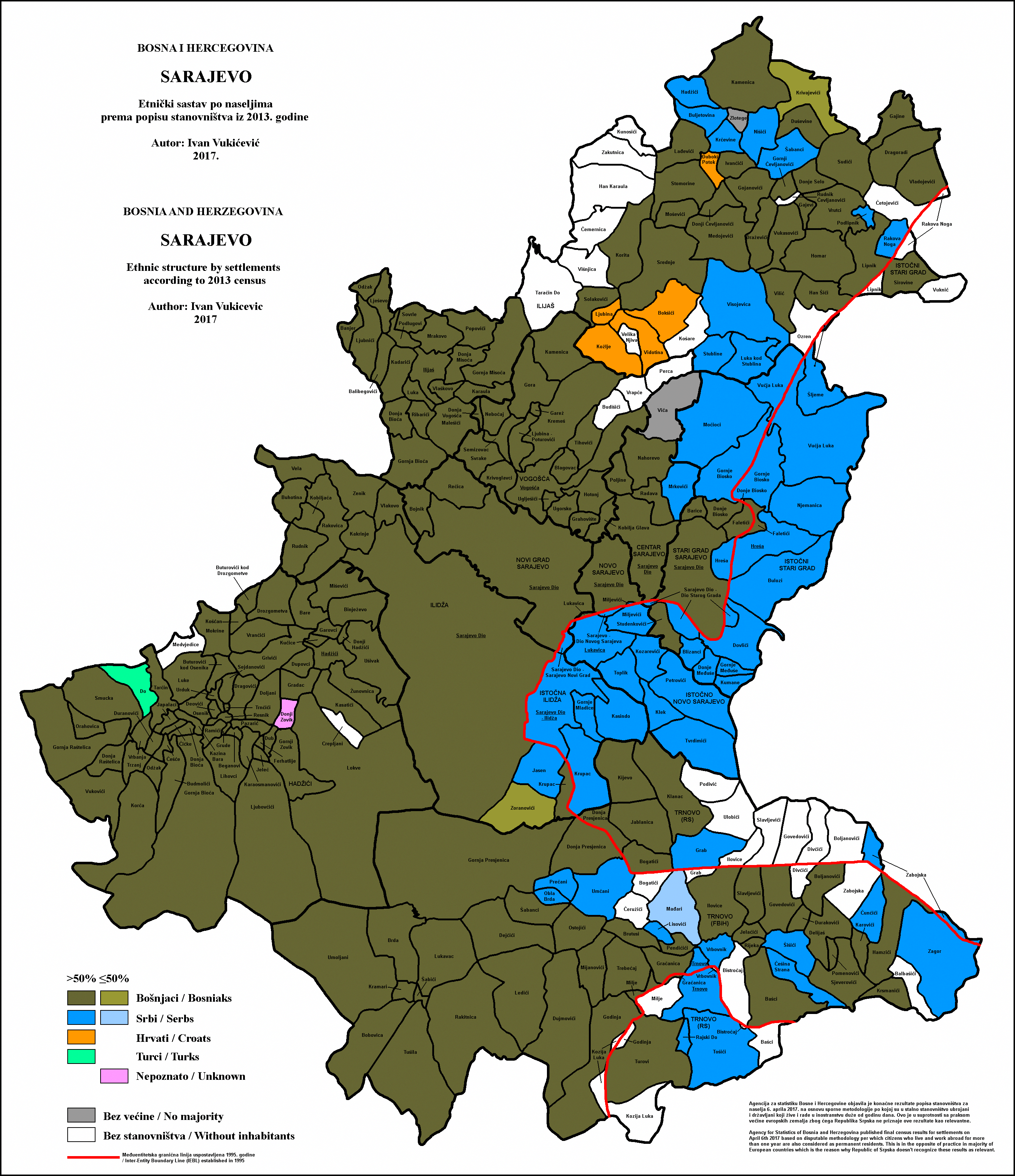
أعراق مدينة سراييفو عام 2013

## الاقتصاد

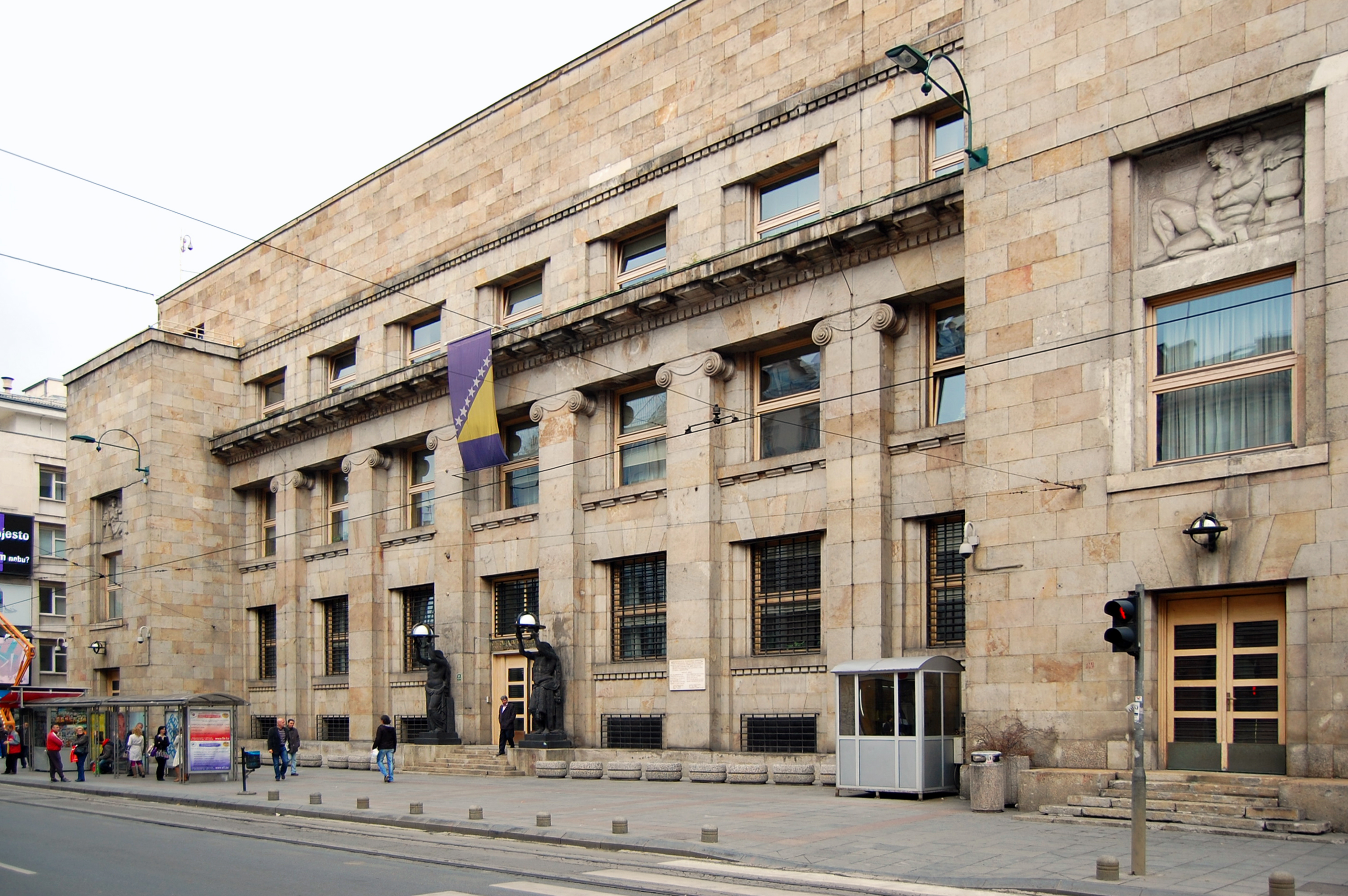
بنك البوسنة والهرسك المركزي

يقوم اقتصاد المدينة على قطاعات التصنيع والإدارة والسياحة. يُساهم كانتون سراييفو بحوالي 25% من الناتج المحلي الإجمالي للدولة. خضع اقتصاد سراييفو بعد الحرب لبرامج إعادة بناء وتأهيل. افتتح بنك البوسنة والهرسك المركزي في سراييفو عام 1997 وبدأ التداول في بورصة سراييفو في عام 2002. على أن سراييفو كان بها قاعدة صناعية واسعة بنيت في الحقبة الشيوعية إلا أن عددًا قليلًا منها نجح في المنافسة في اقتصاد السوق. هناك الآن مصانع لإنتاج التبغ والأثاث والجوارب والسيارات ومعدات الاتصالات في سراييفو.
بلغ إجمالي صادرات كانتون سراييفو حوالي 1,427,496,000 مارك بوسني في عام 2019. تصدر معظم صادرات سراييفو (20.55%) إلى ألمانيا تليها صربيا وكرواتيا بنسبة 12% لكل منهما. أكبر دولة تستورد منها المدينة هي كرواتيا بنسبة 20.95%، ومجموع ما يستورده الكانتون يبلغ حوالي 4,872,213,000 كم أي حوالي 3.4 أضعاف إجمالي الصادرات. كان نصيب الفرد من الناتج المحلي الإجمالي في سراييفو يبلغ 133% من المتوسط اليوغوسلافي في عام 1981. بلغ متوسط الأجور في سراييفو 2,497 مارك أو 1,269 يورو في مارس 2023، والراتب الصافي 1,585 مارك أو 805 يورو.

## السياحة

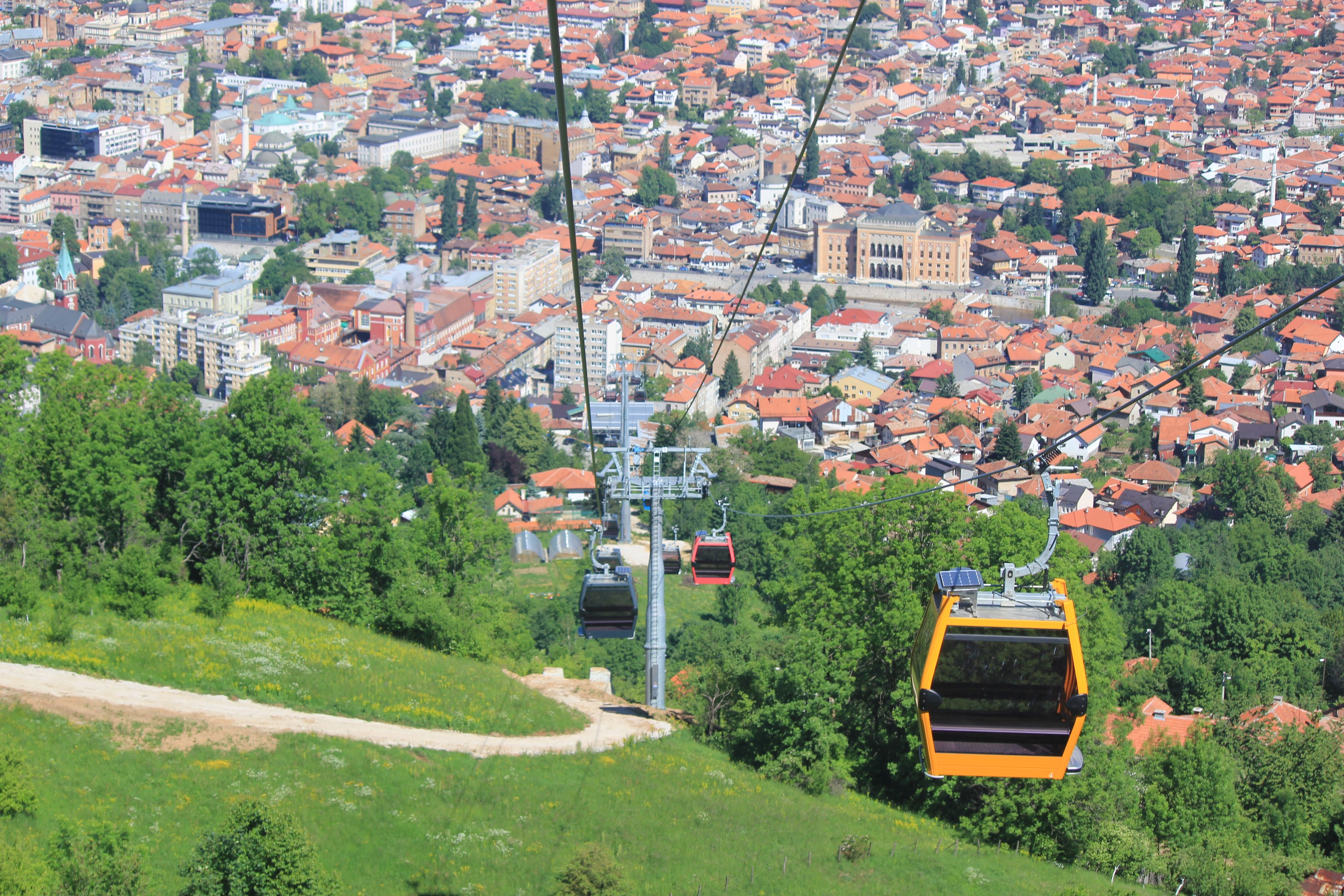
تلفريك سراييفو ينقل الزوار إلى جبل تريبيفيتش من وسط المدينة

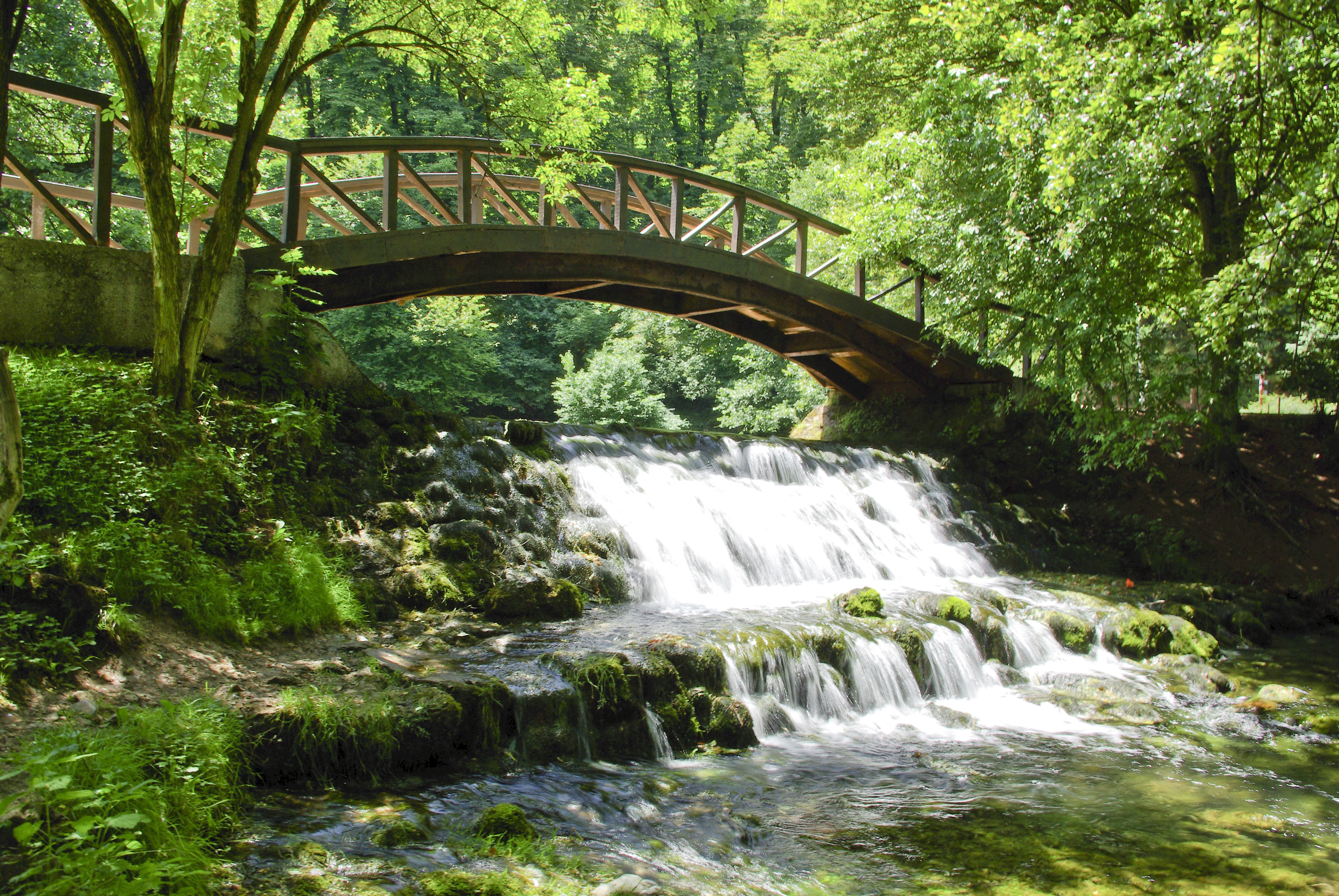
ينبع نهر البوسنة في إليجا إحدى ضواحي سراييفو

يوجد في سراييفو سياحة متنامية وقطاع خدمات يتوسع بسرعة تدعمه الزيادة السنوية المستمرة في أعداد السياح. صنف دليل السفر لونلي بلانيت المدينة في المرتبة 43 كأفضل مدينة في العالم. صُنفت سراييفو في ديسمبر 2009 واحدة من أفضل عشر مدن للزيارة في عام 2010. احتلت سراييفو المرتبة السابعة من بين عشر وجهات لتذوق أطعمة المطابخ المحلية في مسح أجراته بوكينج شارك فيه أكثر من 50000 مسافر في عام 2018.
زار سراييفو 733,259 سائح في عام 2019 بإجمالي 1,667,545 ليلة إقامة بزيادة قدرها 20% عن العام السابق. وتستفيد السياحة الرياضية في المدينة من المنشآت الأولمبية القديمة من دورة الألعاب الأولمبية الشتوية لعام 1984، خصوصًا منحدرات التزلج في جبال إيجمان وياهورينا وتريبيفيتش وتريسكافيتسا القريبة من المدينة.
تنتشر الحدائق في أرجاء المدينة وضواحيها، تعتبر حديقة فيليكي بارك أكبر مساحة خضراء في تقع في قلب سراييفو بين شوارع تيتوفا، كوشيفو ودزيدجيكوفاتش وتينا أوجيفيتشا وترامبينا ويوجد فيها نصب تذكاري لأطفال سراييفو وتشتهر أيضا حديقة هاستاهانا الموجودة في حي ماريجين دفور النمساوي المجرية. ويعتبر جسر الماعز جهة مشهورة للتنزه على طول ممشى داريفا ونهر ميلجاكا. كما يوجد في المدينة المقبرة اليهودية القديمة وهي ثاني أكبر مقبرة يهودية في أوروبا بعد براغ، تُمثل هذه المقبرة شاهدًا دائمًا على التعايش والاحترام المتبادل والتسامح بين طوائف مختلفة تحت إدارات وقوانين متنوعة.

### المتاحف

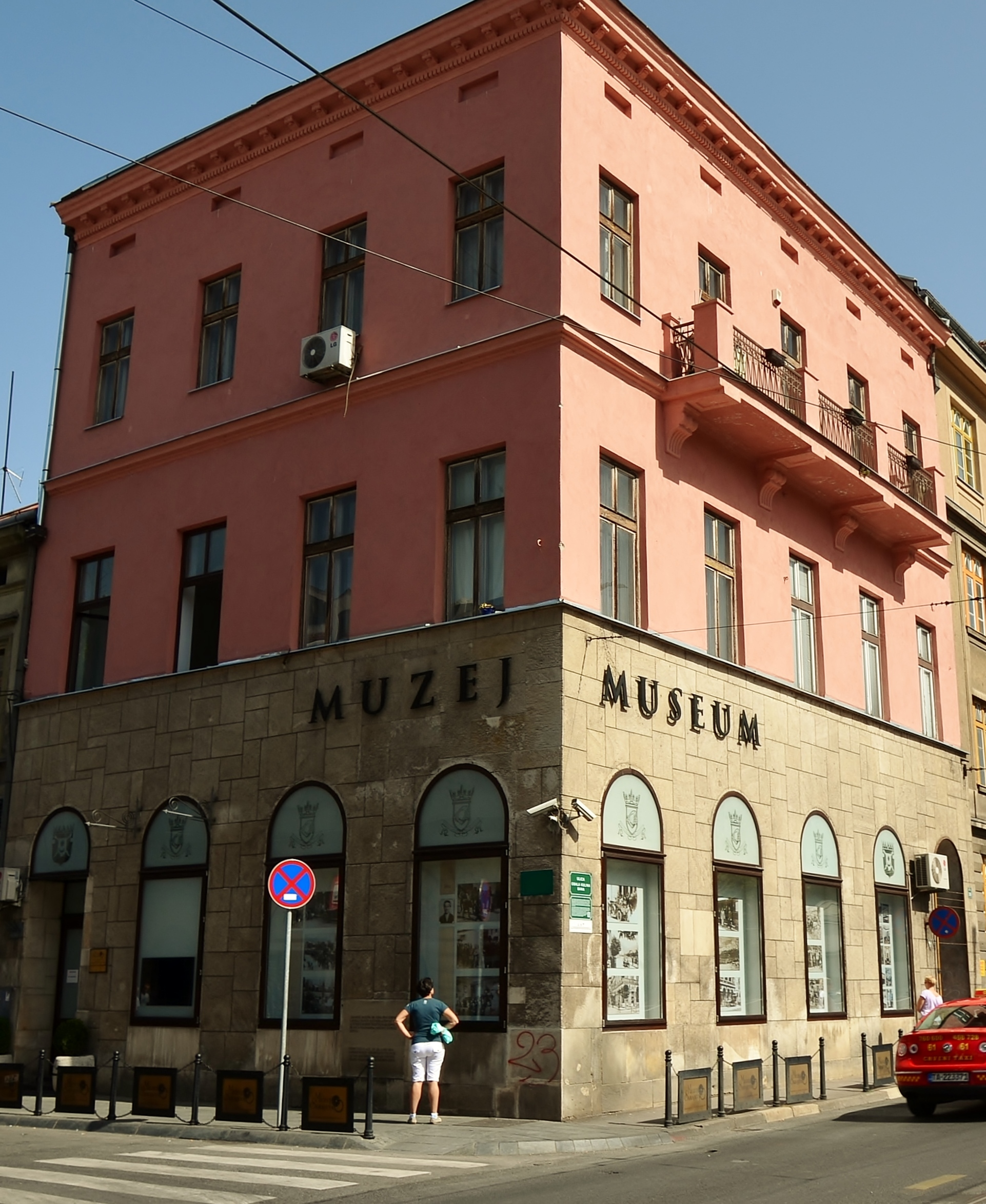
متحف سراييفو 1878-1918

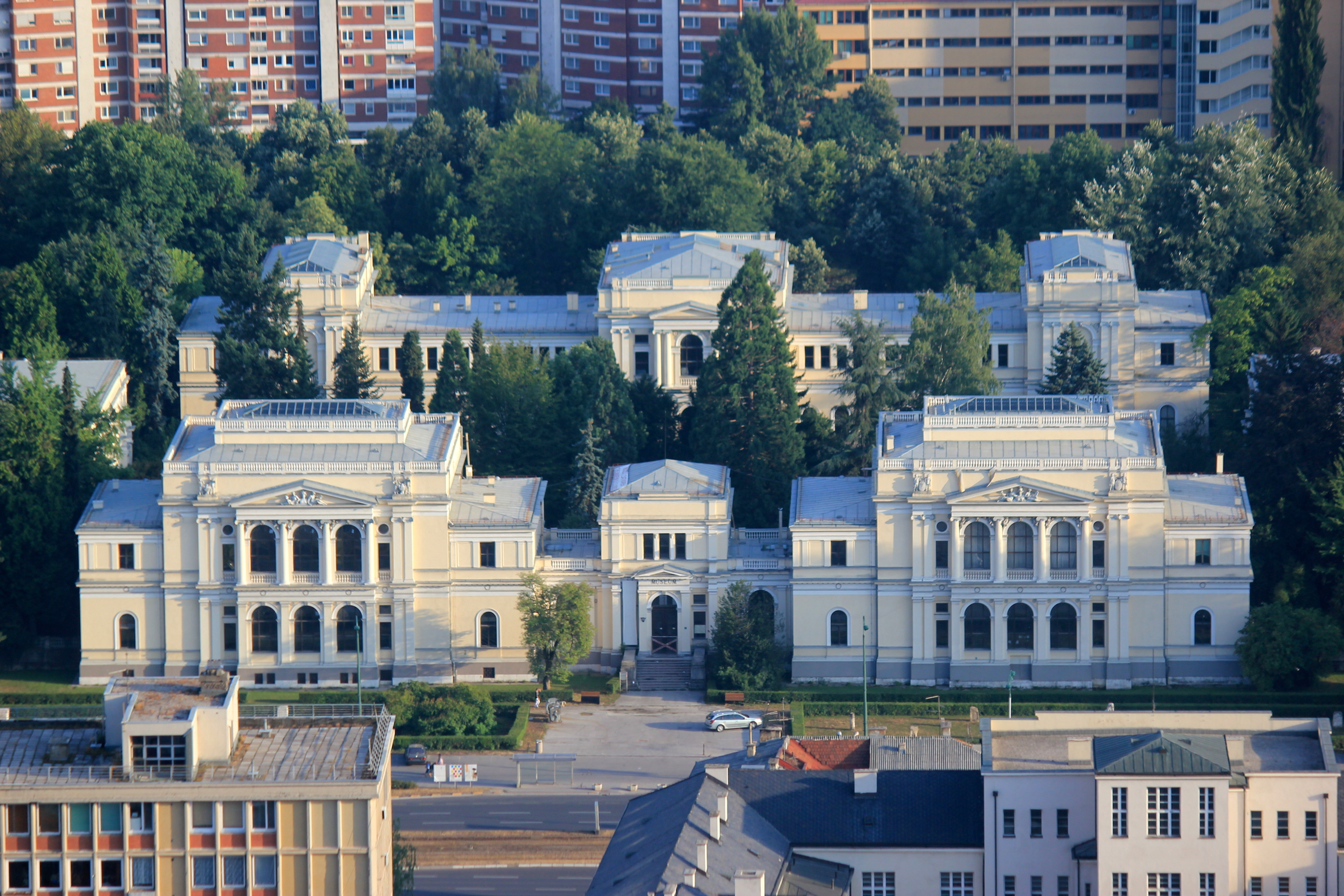
المتحف الوطني للبوسنة والهرسك يوجد فيه من قطع البوسنة والهرسك التاريخية الهامة

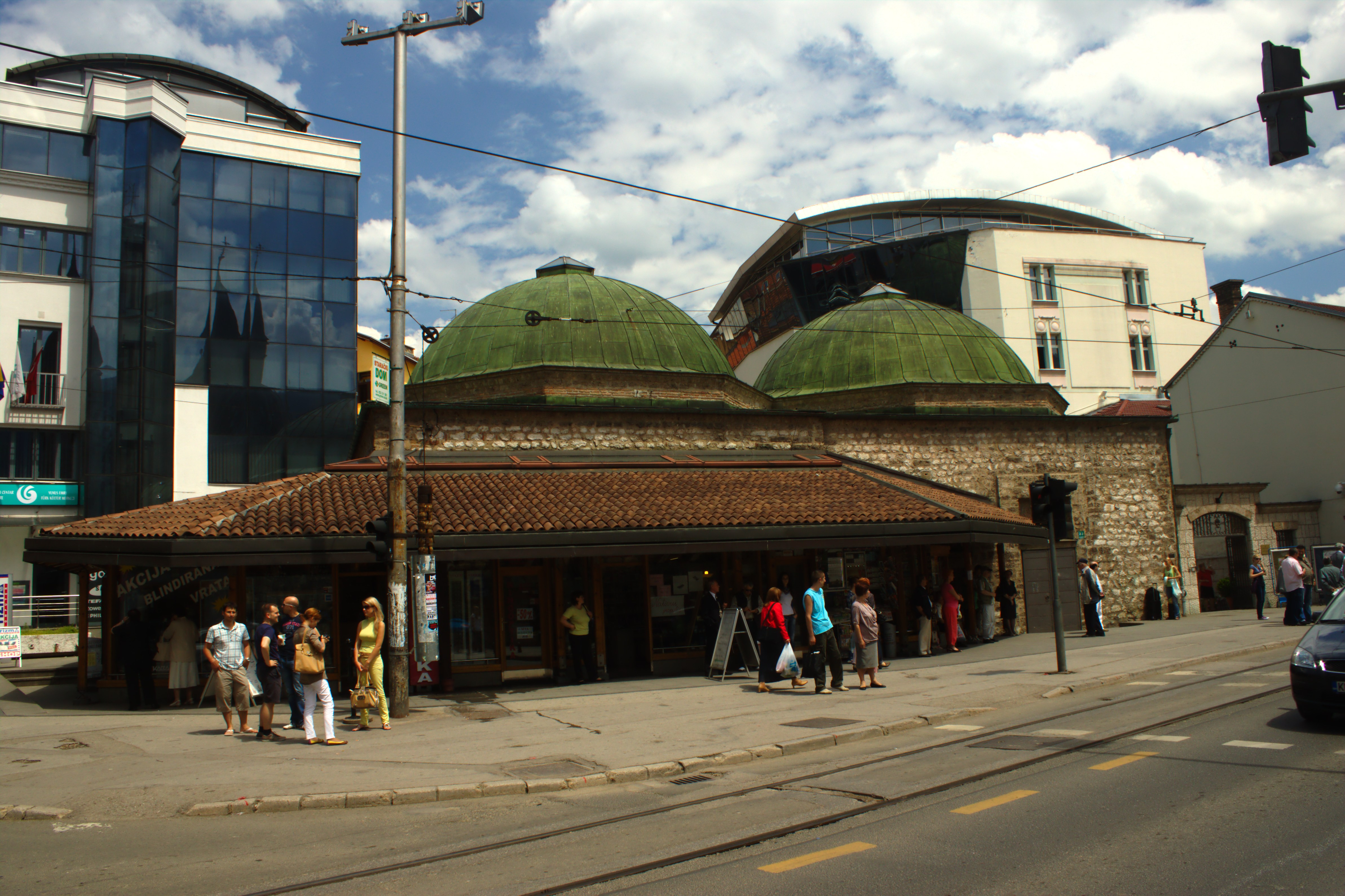
المعهد البوسني الذي يحتوي على مجموعات من تاريخ البوشناق

سراييفو مدينة غنية بالمتاحف، منها متحف سراييفو ومتحف آرس إيفي للفن المعاصر والمتحف التاريخي للبوسنة والهرسك ومتحف الأدب والفنون المسرحية والمتحف الوطني للبوسنة والهرسك الذي تأسس في عام 1888 ويوجد به سراييفو هغادة وهي مخطوطة مزخرفة تعد أقدم وثيقة يهودية سفارديمة في العالم والتي كتبت في برشلونة حوالي عام 1350. تعتبر هذه الهغادة السفارديمة الوحيدة المتبقية في العالم. يوجد في المتحف الوطني أيضًا معارض دورية حول الثقافة والتاريخ المحلي والإقليمي والدولي. 
افتتح متحف علي عزت بيغوفيتش في 19 أكتوبر 2007 ويقع في حصن البلدة القديمة تكريمًا له وتأثيره وكونه أول رئيس لرئاسة جمهورية البوسنة والهرسك. كما في سراييفو متحف أطفال الحرب وهو متحف مستقل غير ربحي يحتوي على مقتنيات شخصية من الحرب ويروي قصصها. وقد حاز المتحف في عام 2018 على جائزة متحف مجلس أوروبا لأفضل متحف.
يوجد في المدينة مسرح سراييفو الوطني الذي تأسس في عام 1921، ومسرح الشباب بسراييفو أيضًا. ون المؤسسات الثقافية الأخرى، يوجد مركز سراييفو الثقافي ومكتبة المدينة والمعرض الوطني للبوسنة والهرسك والمعهد البوسني الذي فيه مكتبة خاصة ومجموعة فنية حول تاريخ البوشناق. 
أسفرت الحرب وعمليات الهدم المصاحبة لها وكذلك عمليات إعادة الإعمار عن تدمير العديد من المؤسسات والرموز الثقافية والدينية منها مكتبة الغازي خسرو بك والمكتبة الوطنية ومعهد سراييفو الشرقي ومتحف الألعاب الأولمبية الشتوية لعام 1984. لذا سنت مختلف مستويات الحكومة قوانين ومؤسسات لحماية الثقافة.

## النقل

### الطرق والترام والحافلات

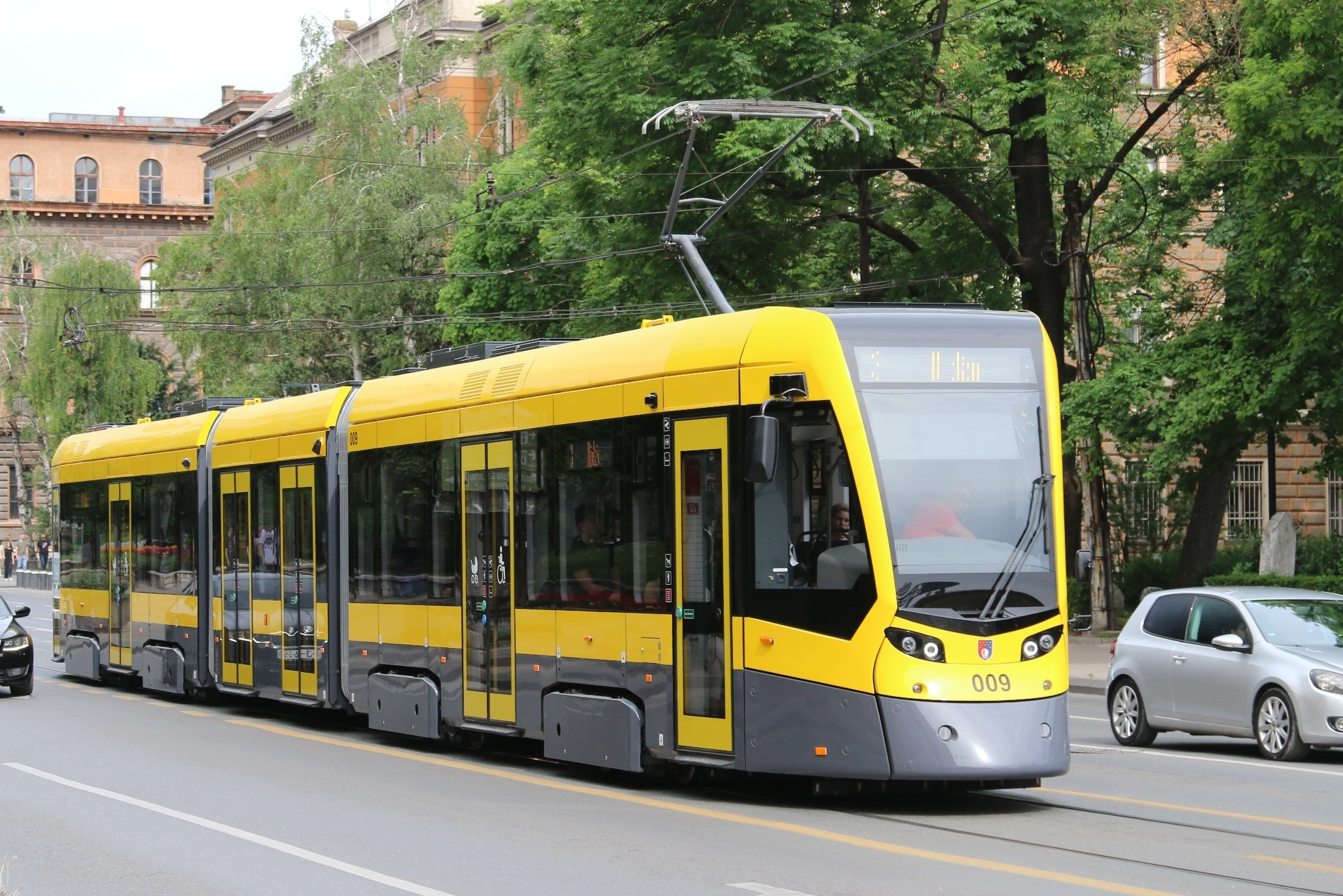
ترام سراييفو

تقع سراييفو في وادٍ بين الجبال لذا فاتساعها محدود. تحد الشوارع الضيقة وندرة أماكن وقوف السيارات من حركة المرور لكنها توفر تنقلاً أسهل للمشاة وراكبي الدراجات. الشارعان الرئيسيان في المدينة هما تيتوفا أوليكا (شارع المارشال تيتو) والطريق السريع الذي يربط الشرق بالغرب زماج أو بوسني (تنين البوسنة) (E761). تقع سراييفو تقريبًا في وسط البلاد وهي نقطة التقاء رئيسية في البوسنة، فترتبط بجميع المدن الكبرى الأخرى عبر الطرق السريعة أو الطرق الوطنية. كما يمر الطريق السريع الأوروبي 73ع بر سراييفو، رابطًا إياها ببودابست في الشمال وبمدينة بلوتشه على البحر الأدرياتيكي في الجنوب.
أقدم وسيلة نقل عام في المدينة هي خطوط الترام الكهربائية في سراييفو التي بدأت العمل منذ عام 1884 وكُهربت في عام 1895. كانت سراييفو تمتلك أول خط ترام كهربائي يعمل بشكل كامل (من الفجر حتى الغسق) في أوروبا والثاني على مستوى العالم. افتُتح في يوم رأس السنة الجديدة عام 1885 وكان خط ترام تجريبي يُشغل بالخيول.

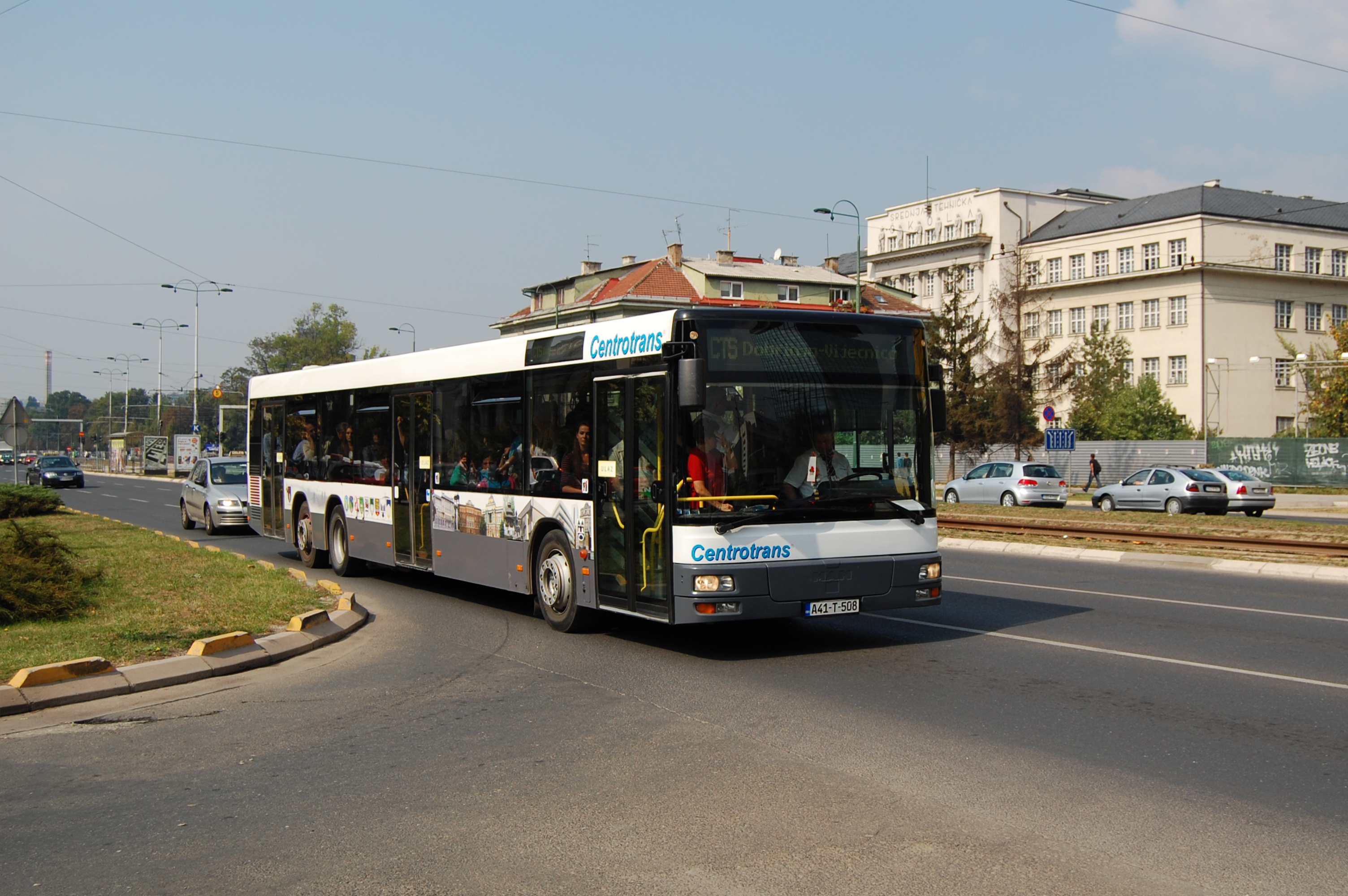
حافلة سنتروترانس

يوجد في سراييفو سبعة خطوط ترام وخمسة خطوط ترولي باص والعديد من خطوط الحافلات. توجد المحطة الرئيسية للترام في وسط شمال المدينة، ومن هناك تمشي الخطوط نحو الغرب وتتفرع إلى اتجاهات متعددة. اشترت البلدية 25 حافلة ترولي باص BKM 433 جديدة في يناير 2021. جدد نظام الترام من أغسطس 2021 حتى سبتمبر 2023، فاشترت المدينة 15 ترام من طراز Stadler Tango في سبتمبر 2021. وصل الترام الأول في ديسمبر 2023 ومن المتوقع وصول البقية في صيف 2024. كما تم شراء 10 ترام جديدة إضافية و30 حافلة جديدة.

### السكك الحديدية

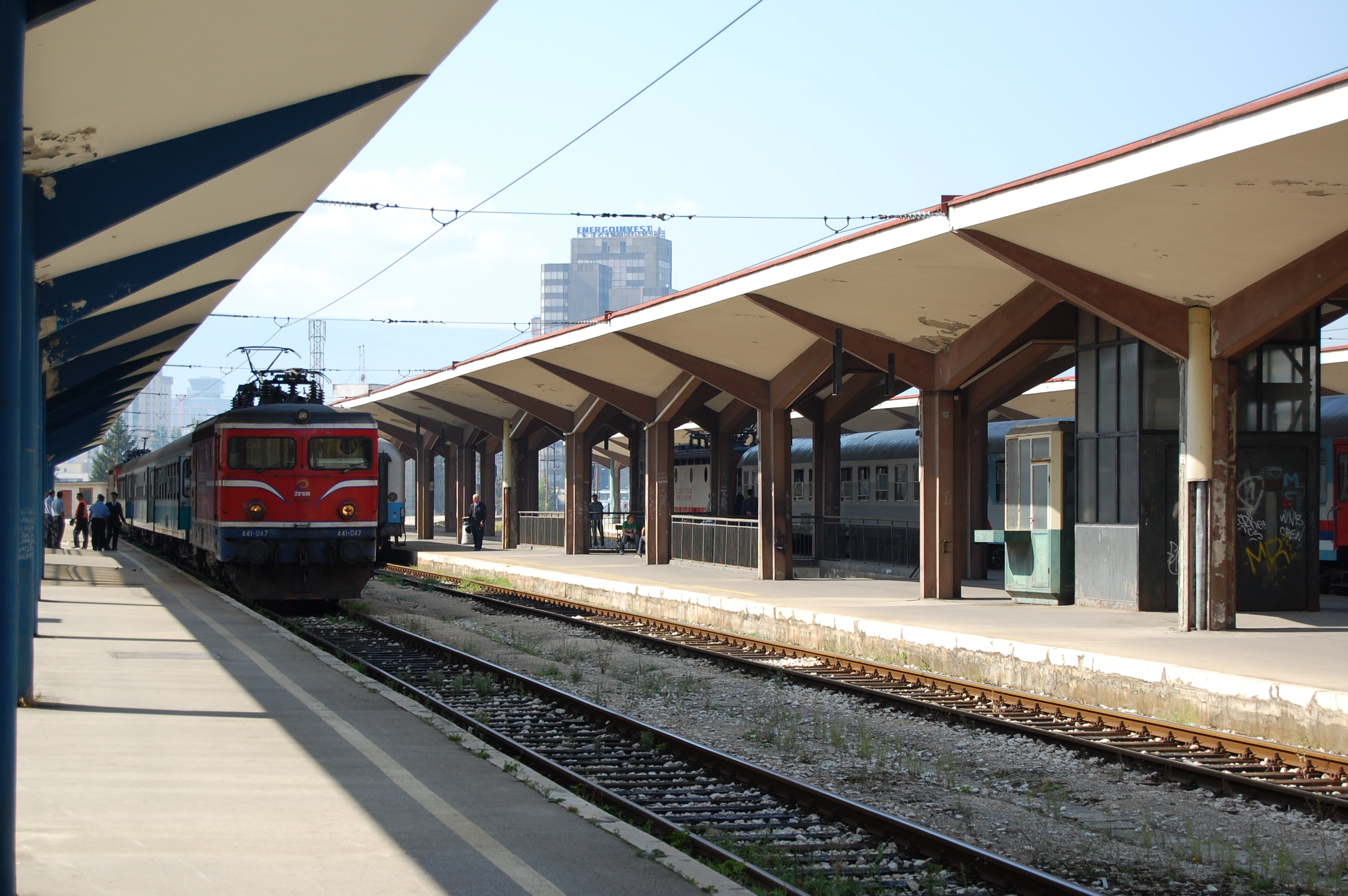
محطة سكة حديد سراييفو الرئيسية

أنشئت محطة سكة حديد سراييفو الرئيسية في عام 1882 للسكك الحديدية ذات المقياس الضيق وقت الحكم النمساوي المجري. استبدلت المحطة بمحطة جديدة بعد الحرب العالمية الثانية، اكتمل بناء المحطة الجديدة في عام 1953. يربط سكة حديد سراييفو بلوتشي المدينة بساحل البحر الأدرياتيكي وقد كان أول خط سكة حديد يعمل بالكهرباء بجهد 25 كيلوفولت في يوغوسلافيا السابقة، كانت سكة حديد شرق البوسنة تربط سراييفو ببلغراد.
اقترح المهندس المعماري مظافر عثماناجيتش في دراسة بعنوان "الطاقة البيئية 2010-2015" إنشاء نظام مترو أنفاق تحت قاع نهر ميلجاكا لمعالجة الازدحام المروري في المدينة. سيربط الخط الأول للمترو سراييفو باشتشارشيجا بأوتوكا، ومن المتوقع أن يكلف هذا الخط حوالي 150 مليون كيلومتر سيموله البنك الأوروبي لإعادة الإعمار والتنمية.

### الطيران

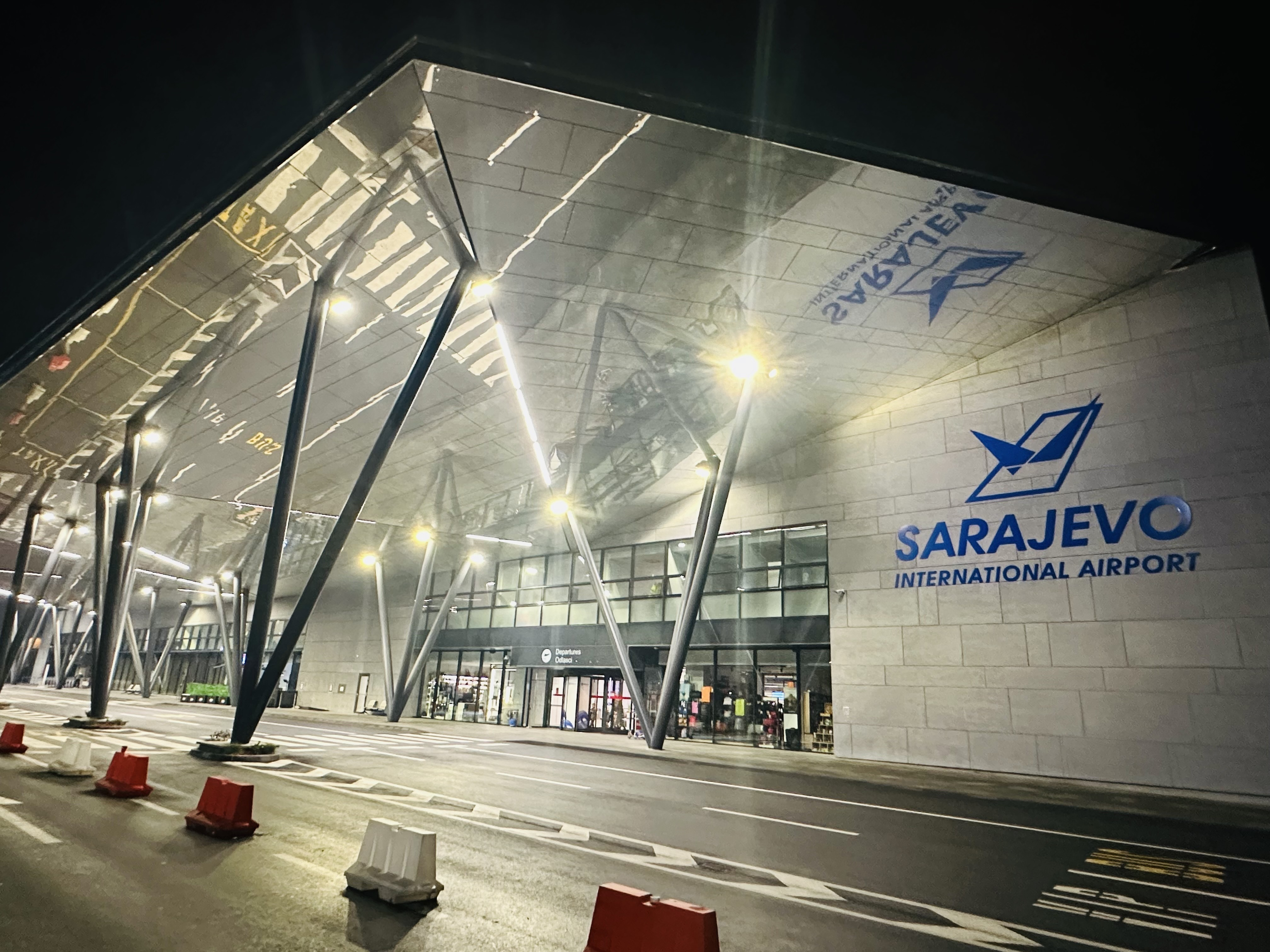
مطار سراييفو الدولي

بدأت الرحلات الجوية المنتظمة الأولى إلى سراييفو عبر مطار بوتمير القريب من المدينة في عام 1930 عندما بدأت شركة ايروبوت خط جوي يربط بسراييفو لكنه يتوقف في بودغوريتسا. سيرت الشركة لاحقا خطوط أخرى تربط سراييفو بسبليت ورييكا ودوبروفنيك، بدأت الرحلات الدولية الأولى في عام 1938 بخط سراييفو - زغرب - فيينا وبرنو وبراغ. استمر استخدام مطار بوتمير حتى عام 1969 عندما احتاجت المدينة إلى مطار جديد ذو مدرج خرساني عندما بدأت شركة جي تي أي، الناقل الوطني اليوغوسلافي آنذاك، بشراء الطائرات النفاثة.
بدأ العمل في بناء المطار الجديد في عام 1966 في موقعه الحالي، بالقرب من الموقع القديم وافتتح للرحلات الداخلية في 2 يونيو 1969. أصبحت فرانكفورت أول وجهة دولية تسير من المطار في عام 1970. أغلب استخدام المطار كان داخلي فكان يستخدم للسفر إلى زغرب وبلغراد ومنها إلى الوجهات الدولية أخرى. ازداد عدد المسافرين من المطار مع مرور الوقت من 70,000 إلى 600,000 مسافر سنوياً. استخدمت الأمم المتحدة والمؤسسات الإنسانية المطار في حرب البوسنة والهرسك. أصبح المطار بعد اتفاق دايتون في عام 1995 البوابة الرئيسية للبوسنة والهرسك.
استخدام المطار 957,971 مسافر في عام 2017 أي 61.4% من إجمالي حركة المطار في البوسنة والهرسك. بدأت خطط توسعة محطة الركاب وتحديث وتوسيع المدرج في خريف 2012. بلغت مساحة المحطة الجديدة 7,000 م2 (75,347 قدم2). رُبط المطار المحدث مباشرةً بمركز التجزئة التجاري ومركز مطار سراييفو، مما يتيح للسياح والمسافرين الاستمتاع بوقتهم قبل الرحلات للتسوق والاستفادة من العديد من وسائل الراحة المتاحة.

## التعليم

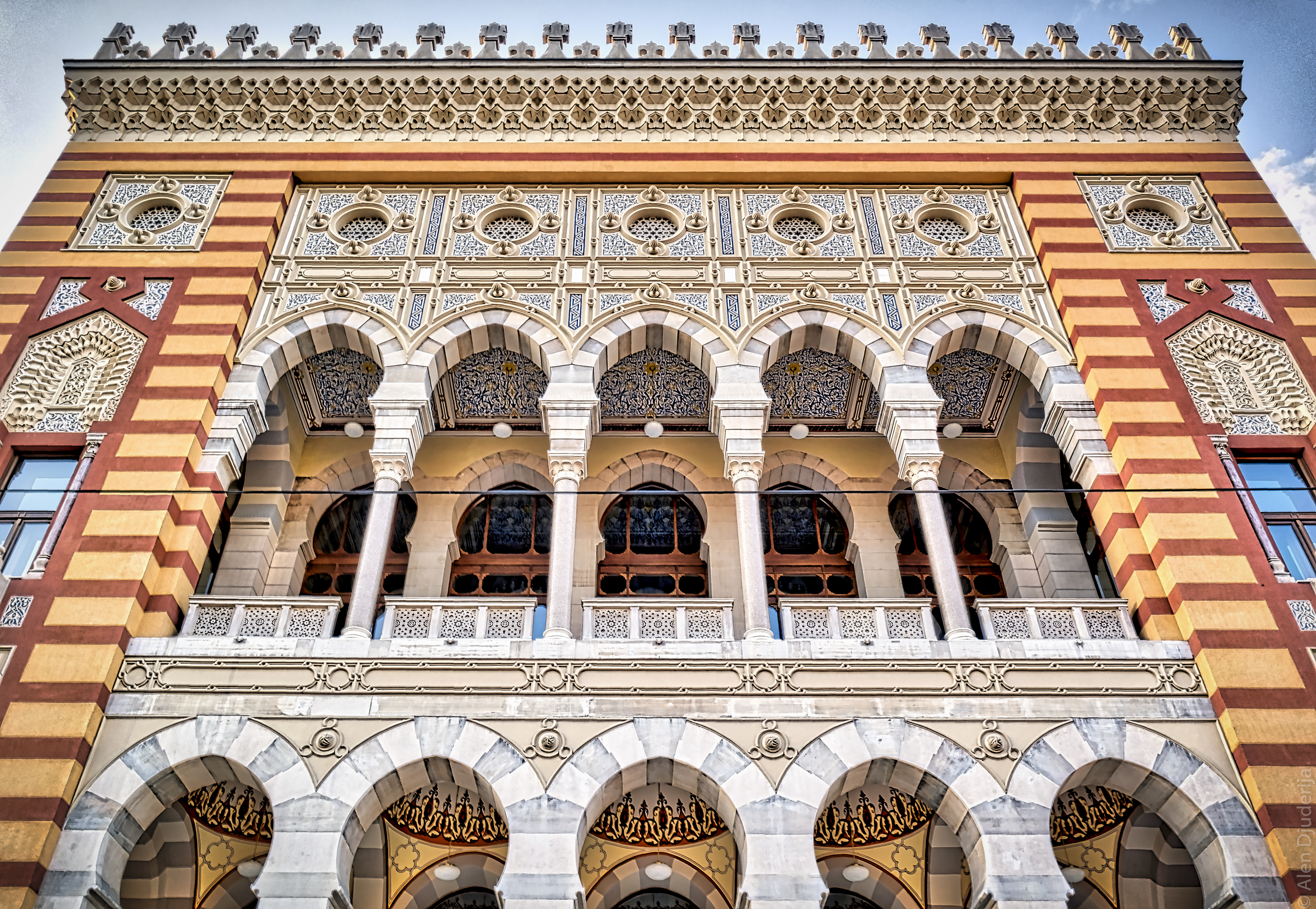
المكتبة الوطنية والجامعية للبوسنة والهرسك

تعتبر مدرسة الفلسفة التي أسسها غازي خسرو بك في عام 1537 أول مؤسسة يمكن تصنيفها ضمن التعليم العالي، أنشئت العديد من المدارس والكيات الدينية في المدينة على مر الزمن. افتتحت كلية للشريعة والقانون في عام 1887 تحت حكم الإمبراطورية النمساوية المجرية كانت تدرس برنامج قانوني لمدة خمس سنوات. أصبحت جامعة سراييفو أول معهد علماني للتعليم العالي في المدينة في أربعينات القرن العشرين على الأسس التي وضعتها سرايبوسنا هانيكا في 1537. أتيح دراسات الدرجات العليا في المدينة في الخمسينيات. تضررت الجامعة بشدة وقت الحرب وأعيد بنائها بالتعاون مع أكثر من 40 جامعة أخرى. بها كلية دراسات إسلامية.
وجد في سراييفو 46 مدرسة ابتدائية (1 إلى 9) و33 مدرسة ثانوية (من 10 إلى 13) منها ثلاث مدارس للأطفال ذوي الاحتياجات الخاصة في عام 2005. وهناك أيضًا العديد من المدارس الدولية التي تخدم المغتربين مثل مدرسة سراييفو الدولية والمدرسة الفرنسية الدولية التي تأسست في عام 1998.

## الإعلام

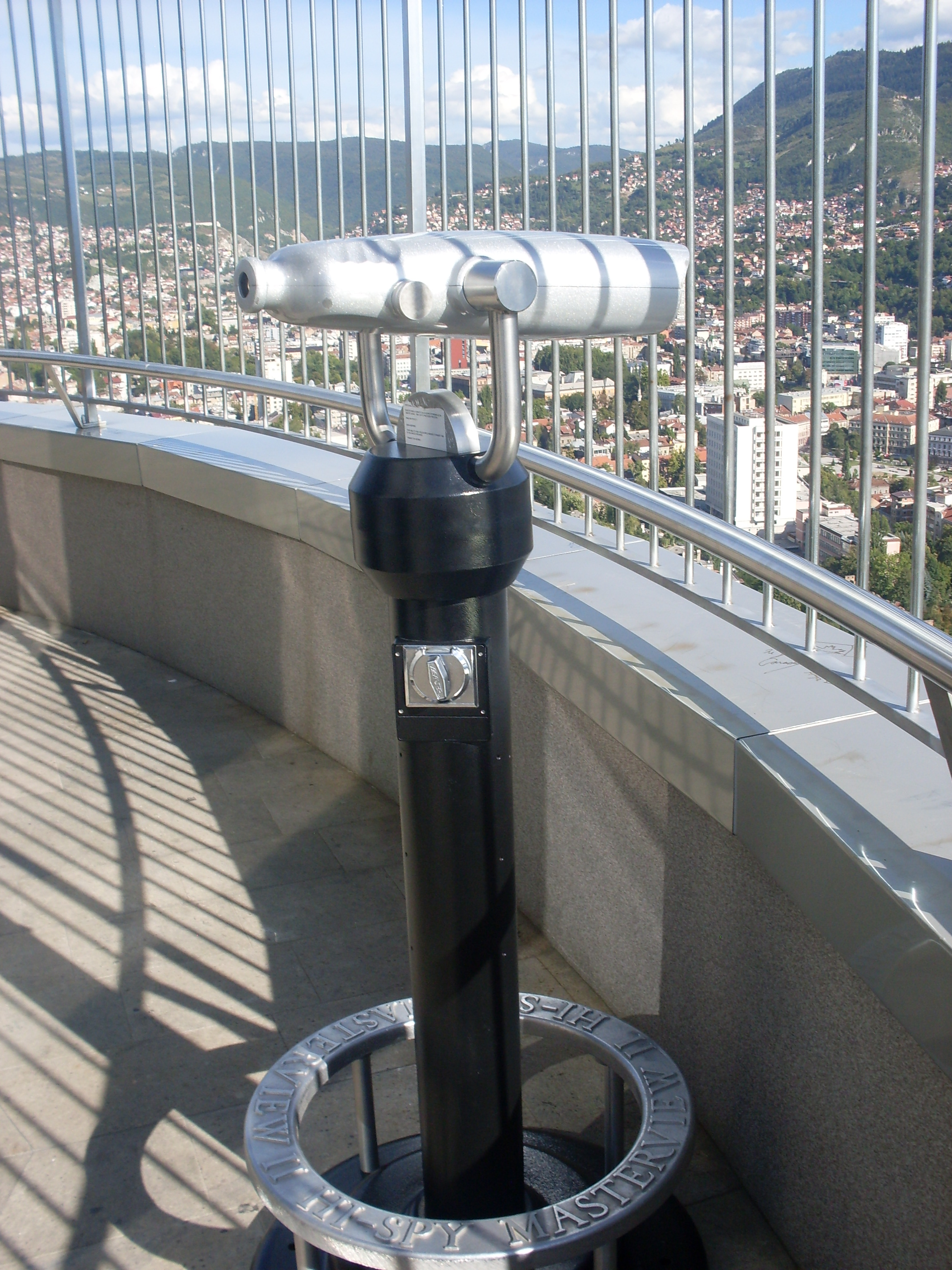
منصة مراقبة على قمة برج أفاز تويست

سراييفو هي المركز الرئيسي لوسائل الإعلام في البوسنة والهرسك لأنها عاصمة البلاد. دمرت معظم الهياكل الأساسية للاتصالات ووسائط الإعلام في الحرب لكن تعافت الصناعة بعد إعادة الإعمار وحُدثت الصناعة كلها، اتصلت المدينة بالإنترنت في عام 1995.
تعبر صحيفة أوسلوبودينيي (التحرير) التي تأسست في عام 1943 أقدم صحيفة مستمرة في سراييفو والوحيدة التي نجت من الحرب، لكن تراجعت شعبيتها بعد ظهور صحيفتي دنيفني أفاز (ديلي فويس) التي تأسست في عام 1995 وجوتارنيه نوفي (أخبار الصباح). من الصحف الأخرى صحيفة ريفاسكا الكرواتية وصحيفة ستارت البوسنية اليومية والبوسنة الحرة وبي إتش داني الأسبوعية. 
إذاعة وتلفزيون البوسنة والهرسك (BHRT) هي محطة تلفزيونية عامة مقرها سراييفو تأسست في عام 1945 تحت إشراف الإذاعة والتلفزيون اليوغوسلافي (JRT). بدأت بثها التلفزيوني الأول في عام 1961 وبدأت الإذاعة المستمرة في عام 1969. وهي واحدة من ثلاث محطات تلفزيونية رئيسية في البوسنة والهرسك المحطات الأخرى في المدينة قناة حياة وأو كنال وأو تي بي وتلفزيون كانتون سراييفو وتي في ألفا. 
كما يوجد المقر الرئيسي لقناة الجزيرة البلقان في سراييفو. تغطي القناة الإخبارية أحداث البوسنة والهرس وصربيا وكرواتيا والجبل الأسود والدول المجاورة في منطقة البلقان. هناك العديد من المحطات الإذاعية الصغيرة المستقلة أيضًا منها راديو إم وRSG Radio (راديو المدينة القديمة) وStudentski eFM Radio وراديو 202 وراديو بي أي أر، بالإضافة إلى إذاعة أوروبا الحرة وعدد من المحطات الأمريكية والأوروبية الغربية.

## الثقافة

### المهرجانات

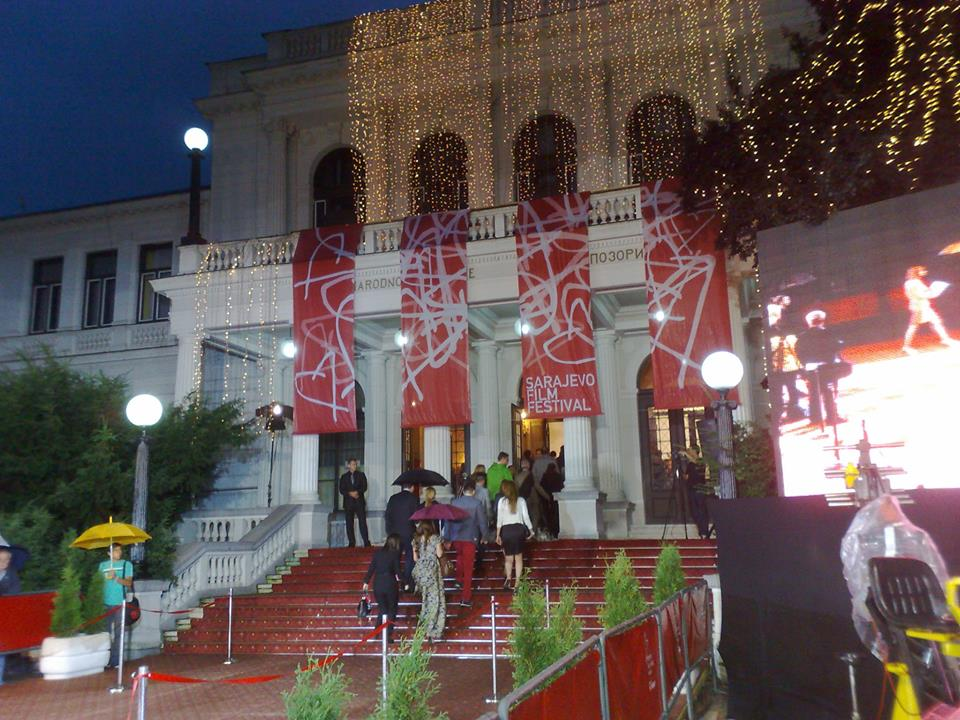
مهرجان سراييفو السينمائي الذي يقام سنويًا منذ عام 1995 في المسرح الوطني

تشتهر سراييفو عالميًا بتنوعها الانتقائي الغني فتستضيف أكثر من 50 مهرجانًا سنويًا. يعد مهرجان سراييفو السينمائي الذي تأسس في عام 1995 في حرب البوسنة والهرسك أبرز وأكبر مهرجان سينمائي في جنوب شرق أوروبا. يُقام المهرجان في المسرح الوطني بالإضافة إلى عروض في الهواء الطلق بمسرح ميتالاك والمركز الثقافي البوسني وجميعها تقع في قلب مدينة سراييفو. يتعبر مهرجان MESS الدولي المسرحي التجريبي الأقدم في البلقان.
يعرض في مهرجان سراييفو السينمائي السنوي للشباب أفلامًا روائية ورسومًا متحركة وأفلامًا قصيرة من شتى أنحاء العالم وهو الأول من نوعه في البلقان. أقيمت النسخة الأولى من المهرجان في سراييفو أثناء الحرب في عام 1995، وأقد أصبح الأن الأهم في جنوب شرق أوروبا. كما يُنظم حرم جامعي للمواهب خلال المهرجان، يُقدم فيه المحاضرون ورش عمل في مجال السينما العالمية لطلاب السينما من جميع أنحاء جنوب شرق أوروبا.

### الرياضة

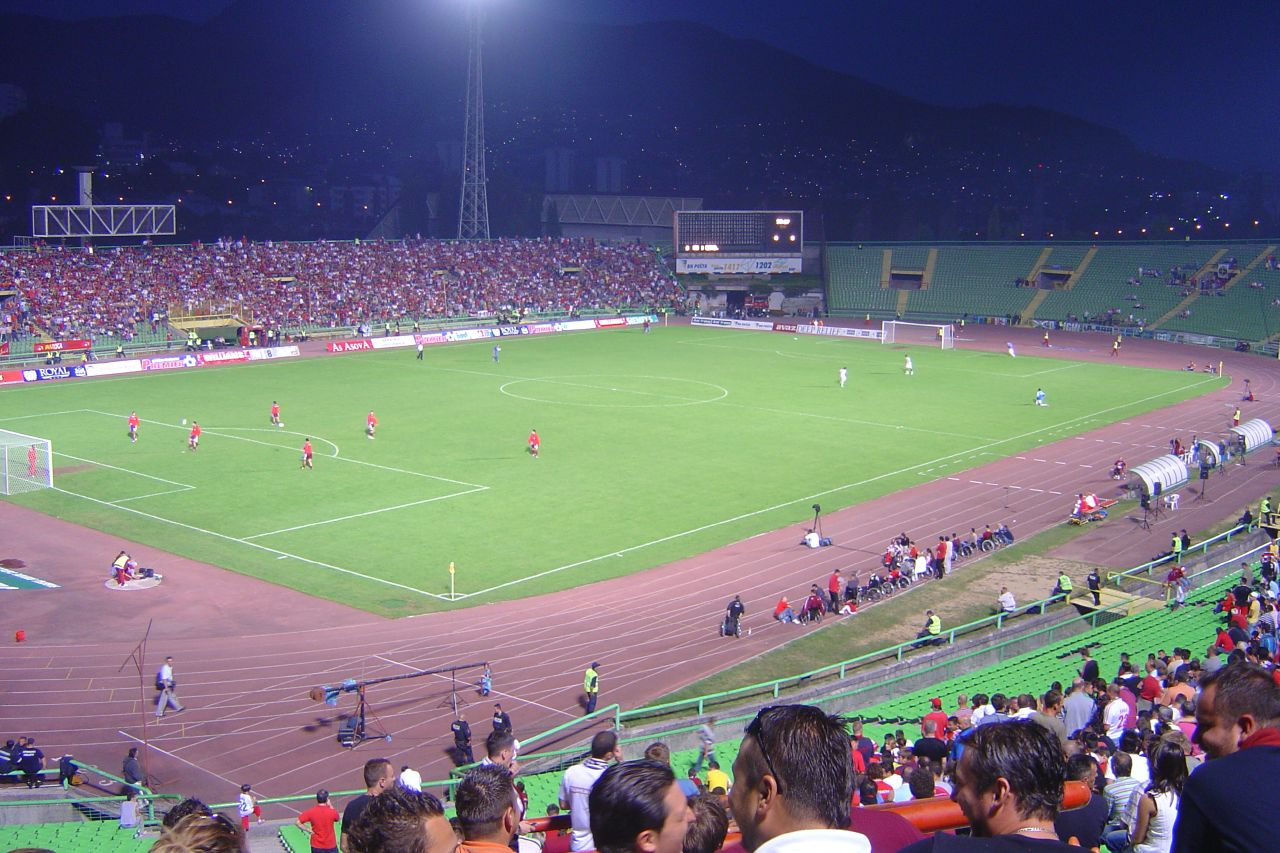
ملعب مدينة كوشيفو مقر نادي سراييفو، وهو أكبر ملعب في البوسنة والهرسك.

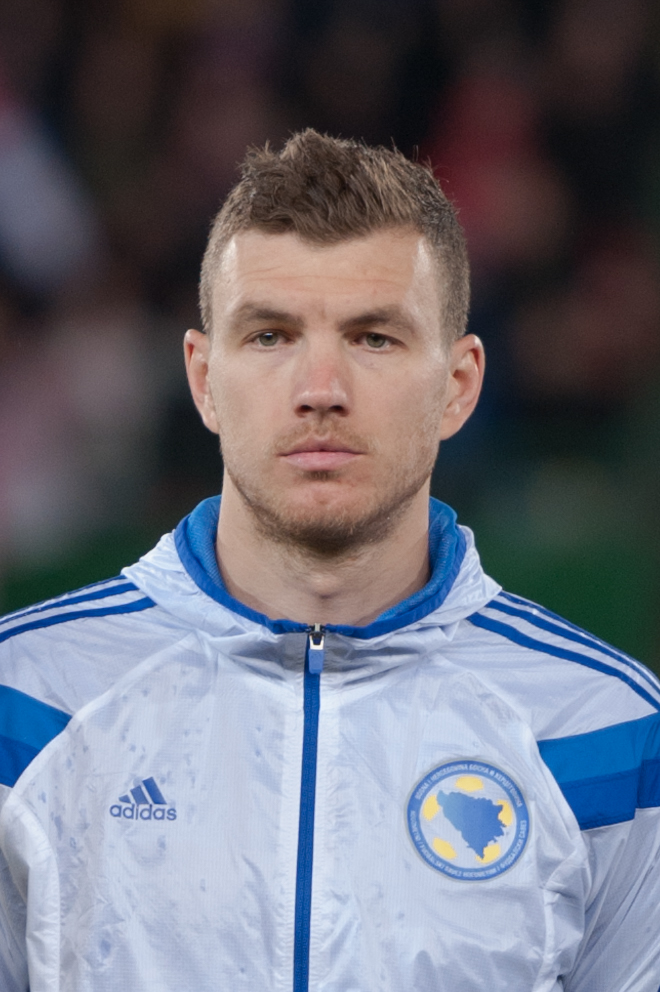
ولد لاعب كرة القدم البوسني إدين دجيكو في سراييفو. وهو الهداف التاريخي لمنتخب البوسنة والهرسك لكرة القدم

استضافت سراييفو الألعاب الأولمبية الشتوية في عام 1984، حصدت يوغوسلافيا فيها ميدالية فضية واحدة فاز بها جور فرانكو. نجت العديد من المنشآت الأولمبية من الحرب أو أعيد بنائها بعدها منها قاعة زيترا الأولمبية واستاد عاصم فرحاتوفيتش. تقوم اللجنة الأولمبية للبوسنة والهرسك والمتحمسين المحليين للرياضة بترميم مسارات التزلج الأولمبية في مسعى لاستعادة بعض من مجد سراييفو الأولمبي. استضافة سراييفو ألعاب الصداقة في جنوب شرق أوروبا وخطط منحها فرصة استضافة دورة الألعاب الأولمبية الشتوية الخاصة لعام 2009 لكن ألغي ذلك لاحقًا.
استضافت سراييفو البطولة العالمية الحادية والخمسين للتزلج العسكري في عام 2011 بمشاركة أكثر من 350 متسابقًا من 23 دولة مختلفة. وكان هذا الحدث الدولي الأول الذي تستضيفه سراييفو منذ الألعاب الأولمبية في عام 1984. يُقام نصف ماراثون سراييفو سنويًا في أواخر شهر سبتمبر منذ عام 2007. كما يُعقد سباق جيرو دي سراييفو في المدينة، وقد شارك فيه أكثر من 2200 دراج في عام 2015.

## العلاقات الدولية

### المدن التوأمة
لسراييفو علاقة توأمة مدن مع:
- كوفنتري، المملكة المتحدة (منذ 1957)
- تلمسان، الجزائر (منذ 1964)
- باكو، أذربيجان (منذ 1972)
- ماغديبورغ، ألمانيا (منذ 1972)
- فريدريكسهافن، ألمانيا (منذ 1972)
- طرابلس، ليبيا (منذ 1976)
- فرارة، ليبيا (منذ 1978)
- بورصة، تركيا (منذ 1979)
- إنسبروك، النمسا (منذ 1980)
- تيانجين، الصين (منذ 1981)
- هاريسبرج، الولايات المتحدة (منذ 1984)
- البندقية، إيطاليا (منذ 1994)
- كولينيو، إيطاليا (منذ 1994)
- أنقرة، تركيا (منذ 1994)
- بودابست، المجر (منذ 1995)
- Serre Chevalier، فرنسا (منذ 1995)
- براتو، إيطاليا (منذ 1995)
- تيرانا، ألبانيا (منذ 1996)
- إسطنبول، تركيا (منذ 1997)
- مدينة الكويت، الكويت (منذ 1998)
- دايتون، الولايات المتحدة (منذ 1999)
- برشلونة، إسبانيا (منذ 2000)
- مدريد، إسبانيا (منذ 2007)
- بولا، كرواتيا (منذ 2012)
- طهران، إيران (منذ 2016)
- إسكوبية، مقدونيا الشمالية (منذ 2017)
- الدوحة، قطر (منذ 2018)
- إزمير، تركيا (منذ 2022)[158]
- بودغوريتسا، الجبل الأسود (منذ 2022)

### المدن الصديقة
لسراييفو اتفاقيات صداقة مع المدن التالية:
- نابولي، إيطاليا (منذ 1976)
- فولفسبورغ، ألمانيا (منذ 1985)
- كالغاري، كندا (منذ 1986)
- ستوكهولم، السويد (منذ 1997)
- زغرب، كرواتيا (منذ 2001)
- ليوبليانا، سلوفينيا (منذ 2002)
- سولت ليك، الولايات المتحدة (منذ 2002)
- القاهرة، مصر (منذ 2006)
- دوبروفنيك، كرواتيا (منذ 2006)
- قونية، تركيا (منذ 2007)
- فوكوفار، كرواتيا (منذ 2011)
- باد إيشل، النمسا (منذ 2016)
- هيروشيما، اليابان (منذ 2017)
- Central AO (Moscow)، روسيا (منذ 2017)
- بلغراد، صربيا (منذ 2017)
- روي-مالميزون، فرنسا

## الملاحظات
1. ↑  تشمل منطقة العاصمة سراييفو كانتون سراييفو الذي يعيش فيه 413,593 نسمة، وإستوشنو سراييفو الذي يعيش فيه 61,516 وبريزا (14,564) وKiseljak (21,919) وKreševo (5,638) وفيسوكو (41,352).

## المعرض

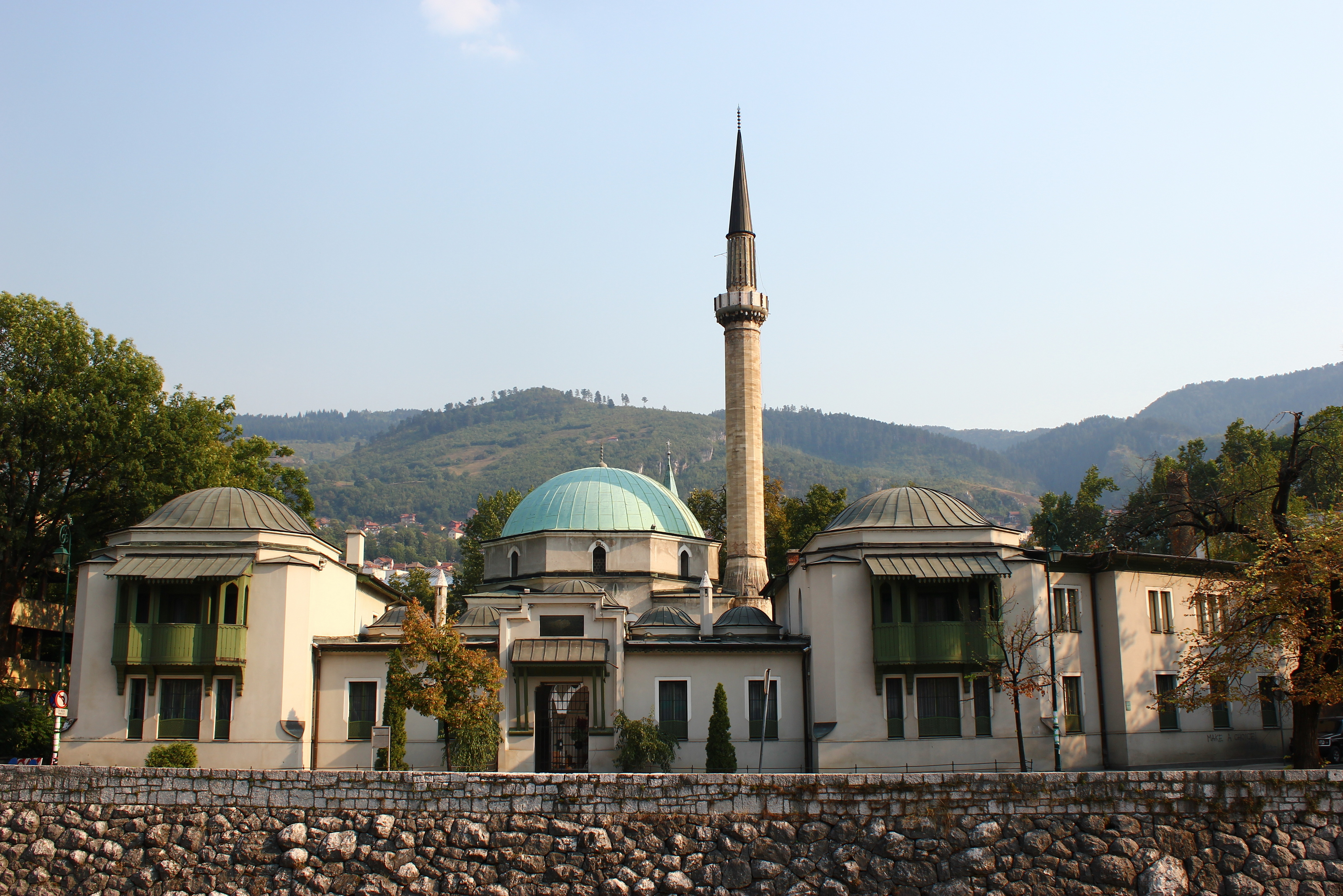
جامع السلطان سليمان الأول 1562
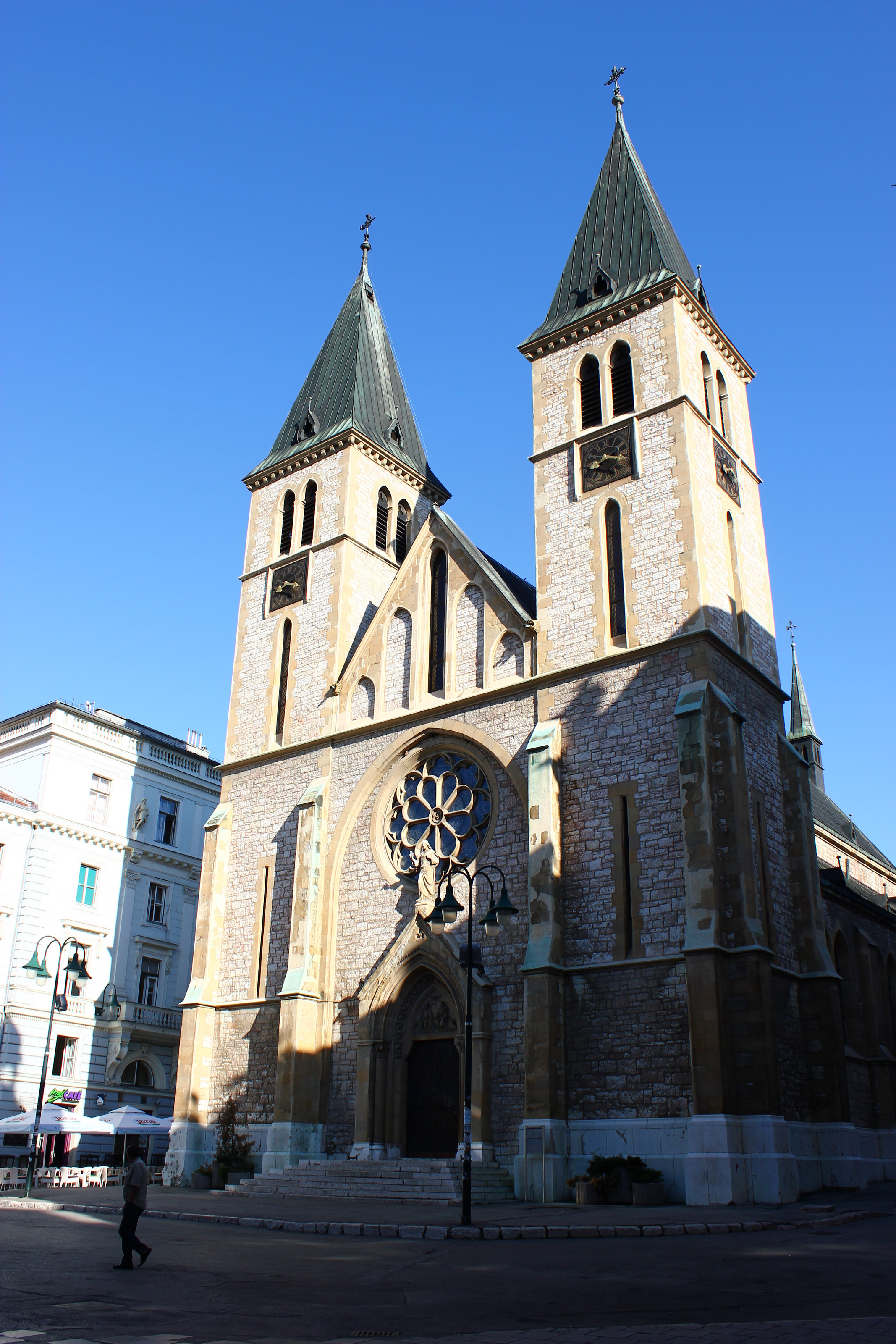
الكتدرائية الكاثوليكية
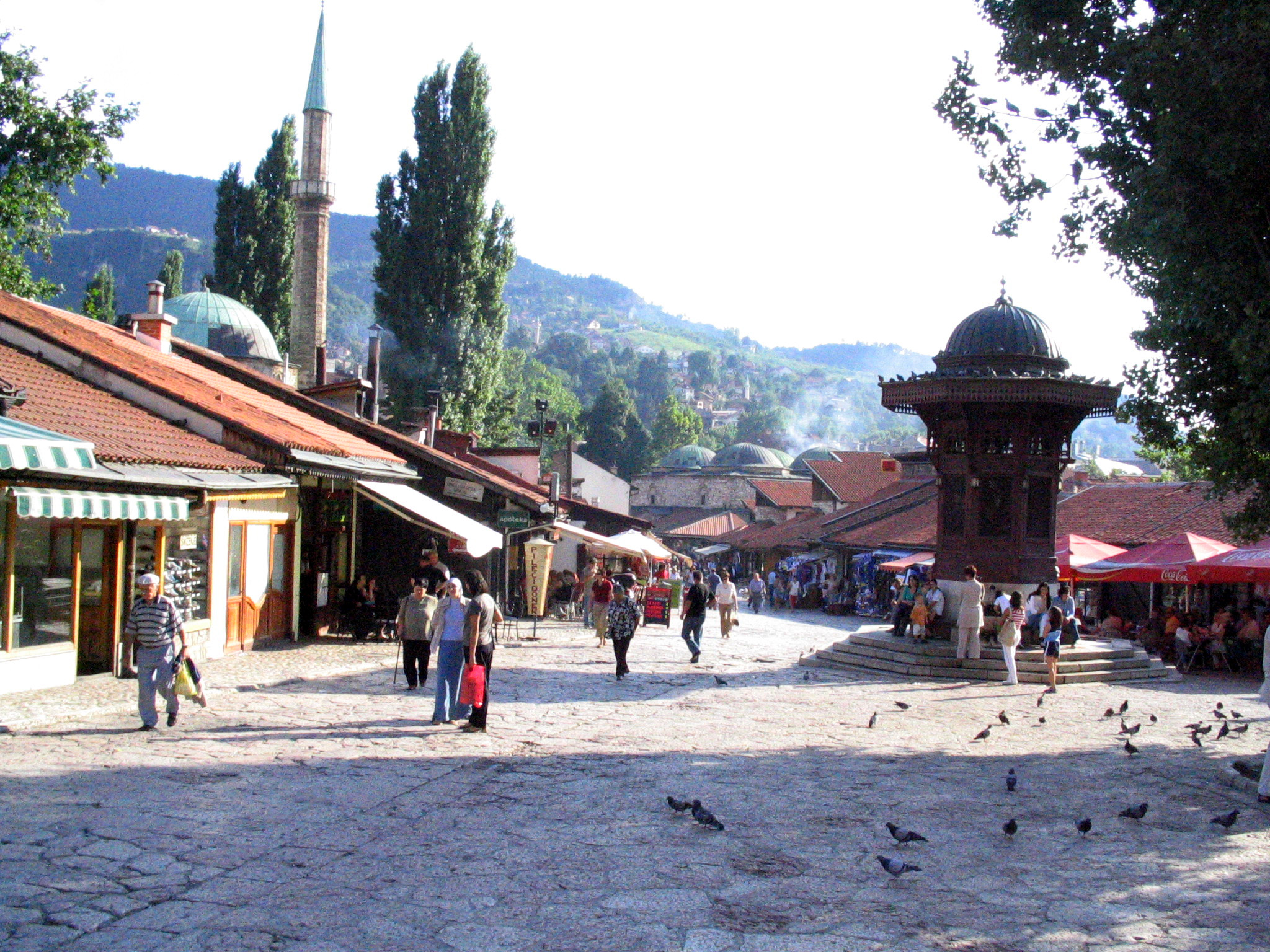
أحد الميادين في المدينة القديمة
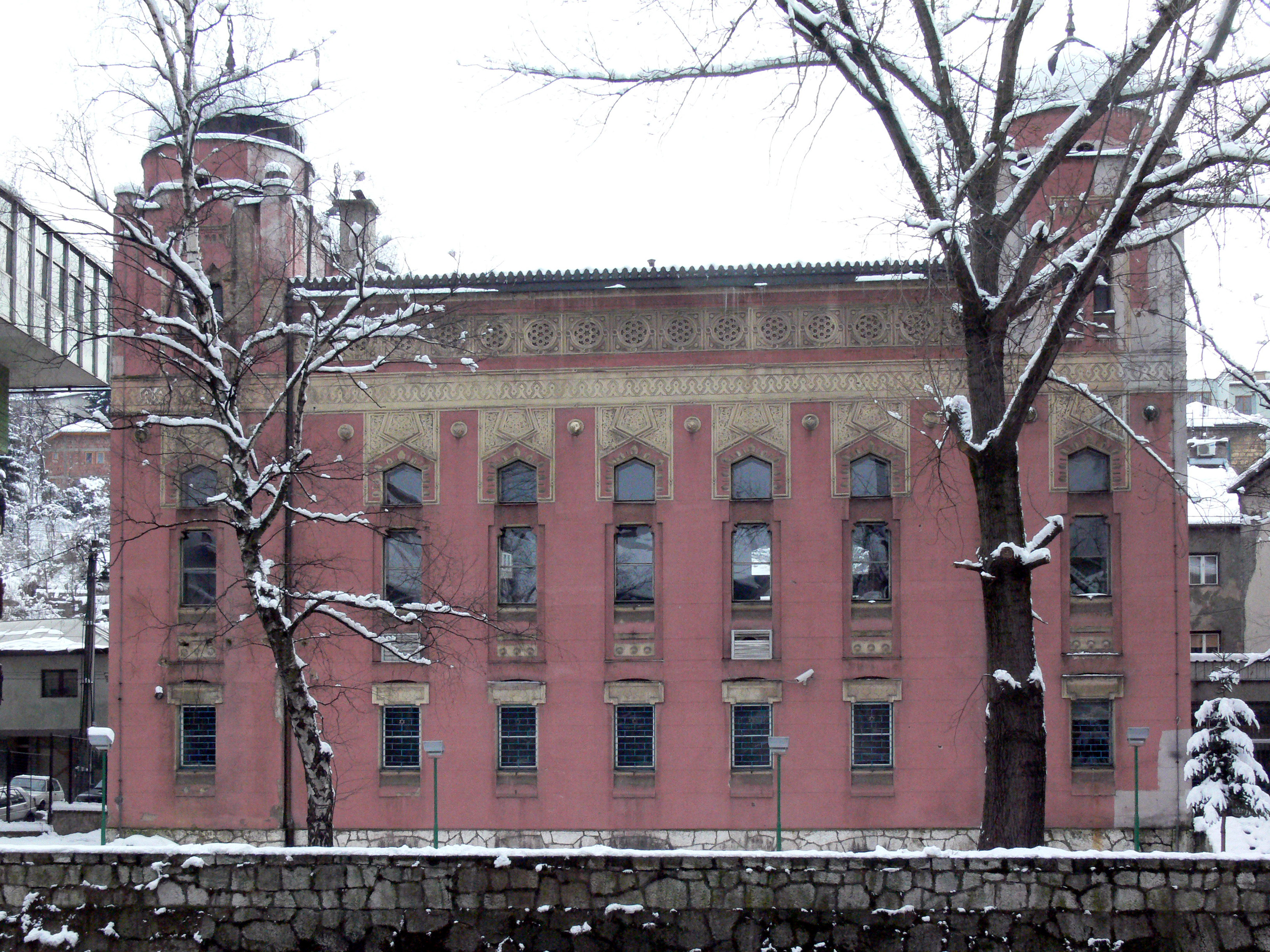
الكنيس اليهودي
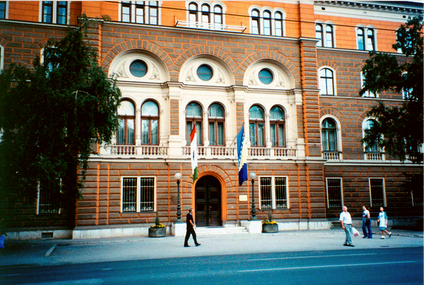
قصر الرئاسة
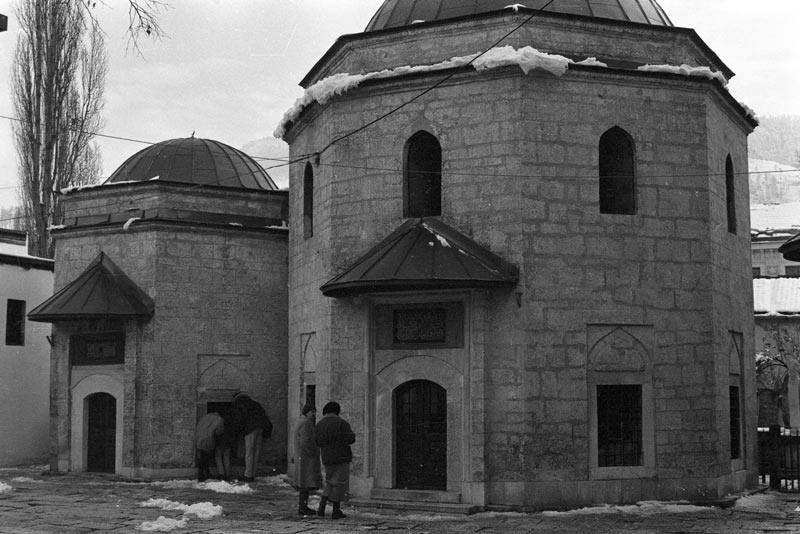
ضريح مراد بيك تارديتش وضريح غازي خسرو بك.
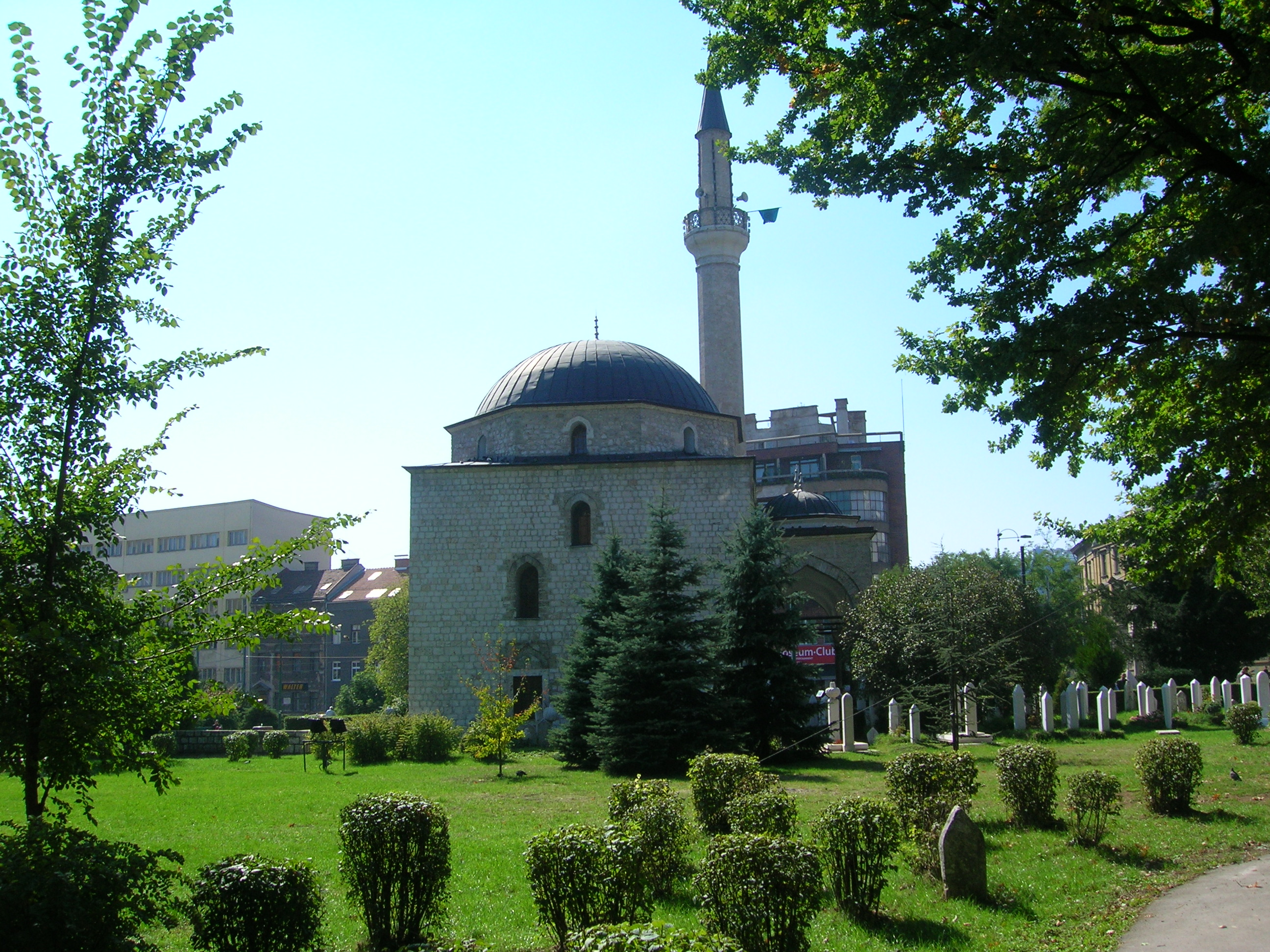
مسجد على باشا
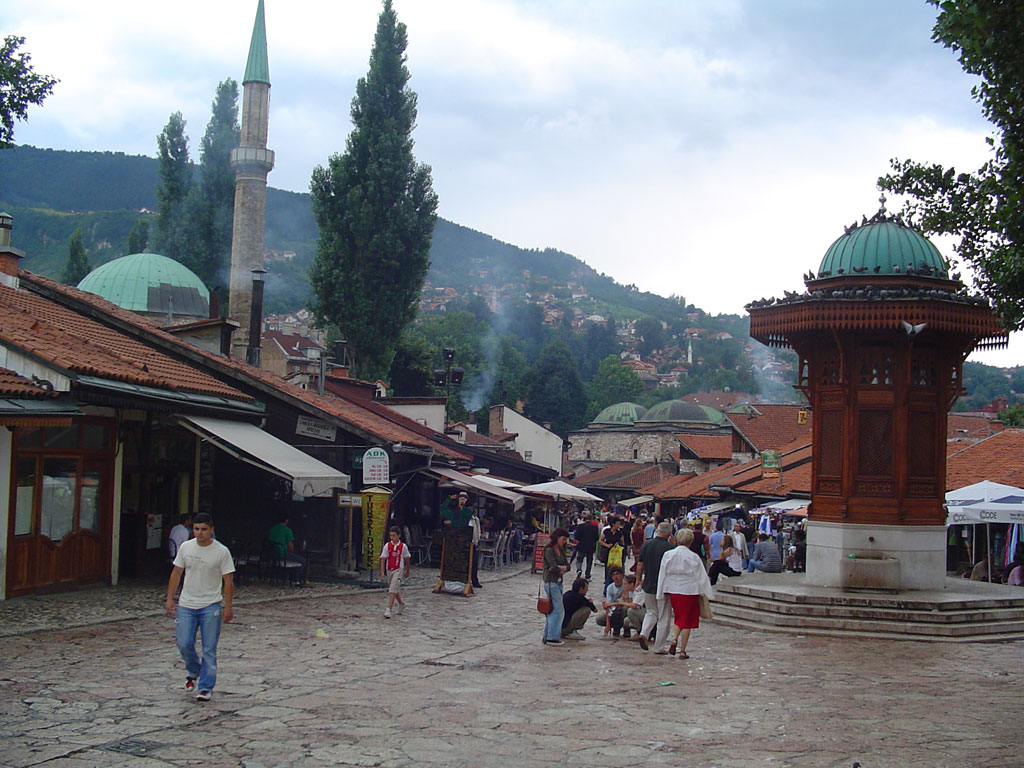
ساحة باشتشارشيجا في سراييفو
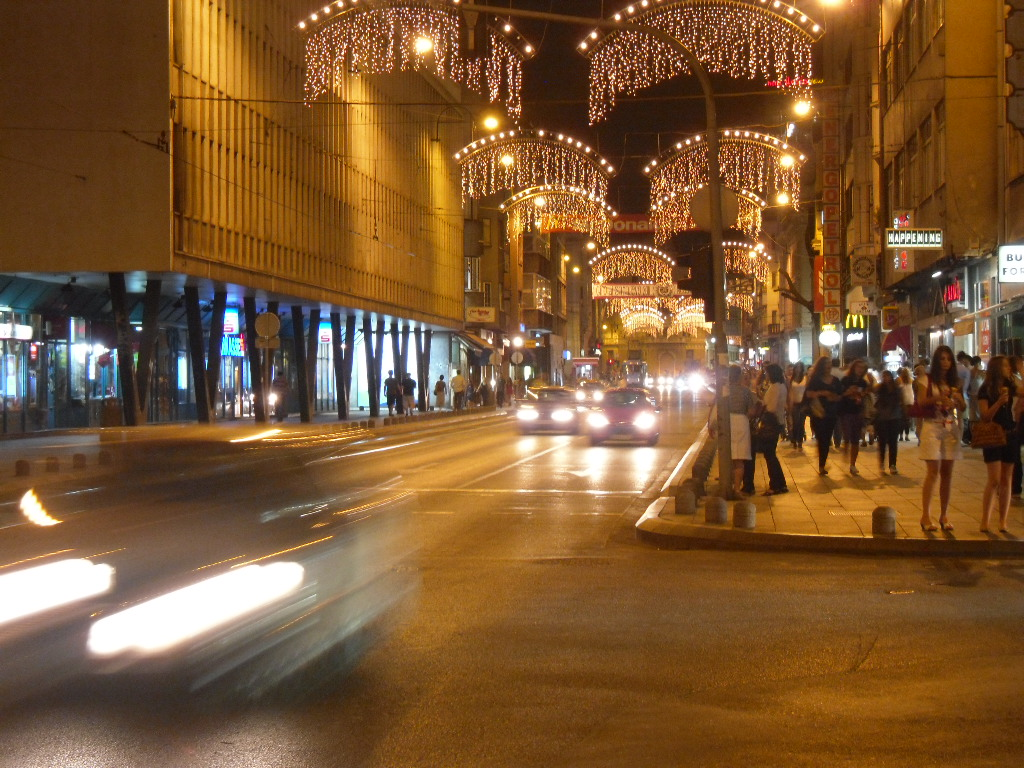
صورة للمدينة في ليلة صيف عام 2011

### معلومات المراجع الكاملة
- Bollens، Scott A. (2007). Cities, Nationalism, and Democratization. Abingdon: Routledge. ISBN:978-0-415-41947-5. مؤرشف من الأصل في 2024-12-04.
- Donia, Robert J. Sarajevo: A Biography نسخة محفوظة 4 June 2018 على موقع واي باك مشين.. Ann Arbor, University of Michigan Press, (2006).
- Gumz، Jonathan (1998). "German Counterinsurgency Policy in Independent Croatia, 1941–1944". The Historian. ج. 61 ع. 1: 33–50. DOI:10.1111/j.1540-6563.1998.tb01422.x.
- Halligan, Benjamin. (2010). "Idylls of Socialism: The Sarajevo Documentary School and the Problem of the Bosnian Sub-proletariat". Studies in Eastern European Cinema (Autumn 2010). <Wayback Machine>
- Tanzer، Kim؛ Longoria، Rafael (11 أبريل 2007). The Green Braid: Towards an Architecture of Ecology, Economy and Equity. Routledge. ISBN:978-1-134-12058-1. مؤرشف من الأصل في 2023-12-16.
- Maniscalco, Fabio (1997). Sarajevo. Itinerari artistici perduti (Sarajevo. Artistic Itineraries Lost). Naples: Guida
- Markowitz، Fran (2007). "Census and sensibilities in Sarajevo". Comparative Studies in Society and History. ج. 49 ع. 1: 40–73. DOI:10.1017/S0010417507000400. S2CID:143939745.
- Markowitz، Fran (2010). Sarajevo: A Bosnian Kaleidoscope. Urbana, IL: University of Illinois Press. ISBN:978-0-252-07713-5. مؤرشف من الأصل في 2023-04-23.
- Prstojević, Miroslav (1992). Zaboravljeno Sarajevo (Forgotten Sarajevo). Sarajevo: Ideja
- Valerijan، Žujo؛ Imamović، Mustafa؛ Ćurovac، Muhamed؛ Kurto، Nedzad؛ وآخرون (1997). Ćurovac، Muhamed (المحرر). Sarajevo. Svjetlost. OCLC:443678670.
- My Life in Fire (a non-fiction story of a child in a Sarajevo war)
- Mehmedinović, Semezdin (1998). Sarajevo Blues. San Francisco: City Lights.

## وصلات خارجية
*الموقع الرسمي

- بوابة البوسنة والهرسك باللغة العربية

- مدينة سراييفو في بوابة البوسنة والهرسك باللغة العربية
- أفضل 10 أماكن للزيارة في سراييفو